# Uniform m/1765

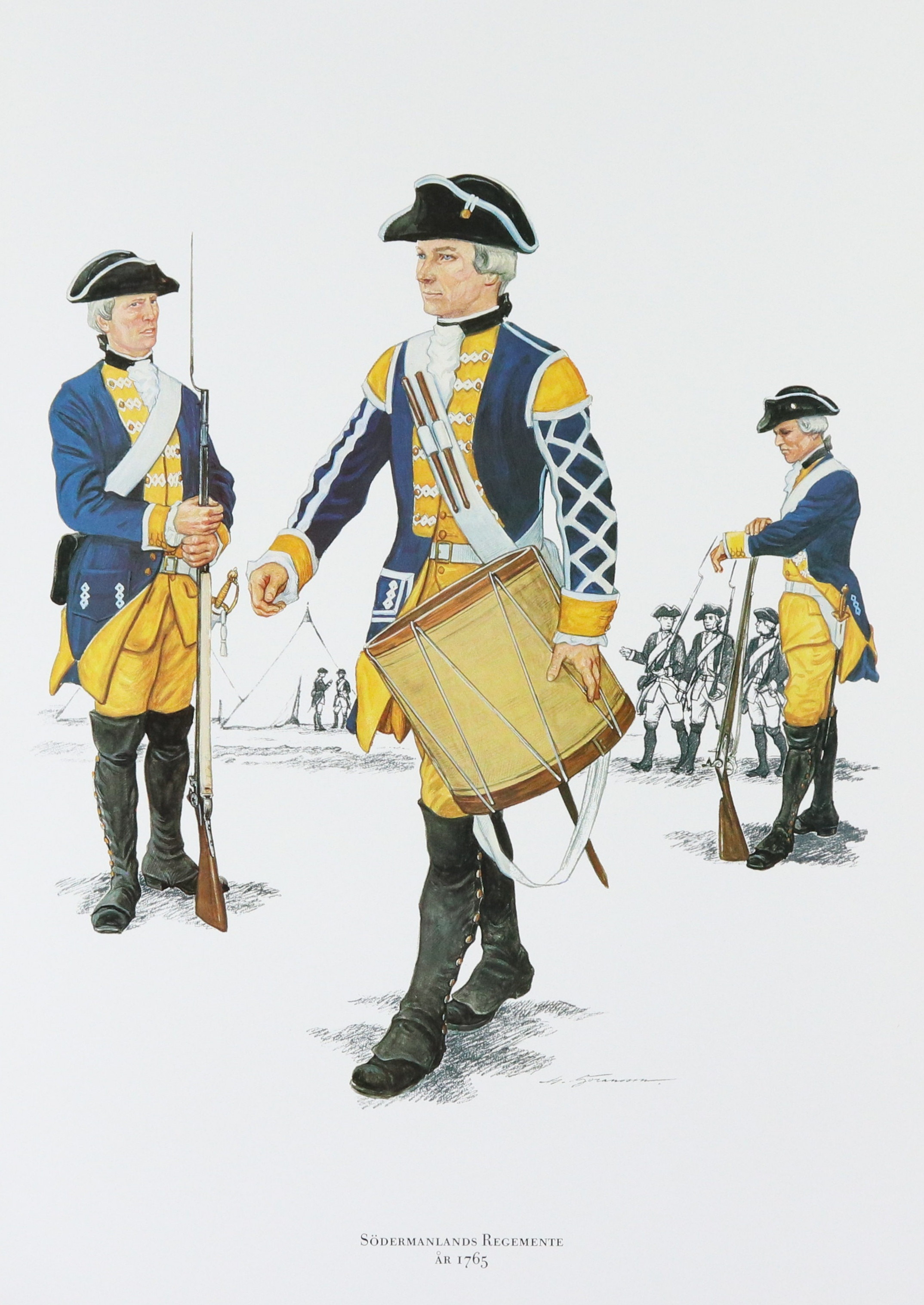
Soldater ur Södermanlands regemente iförda olika varianter av uniform m/1765. Uniformen består av en blå rock med gula uppslag, gul väst, gula byxor och skor med mässingsspännen. De stibletter (damasker) som soldaterna bär över strumporna var egentligen förbehållna befälet, men tycks ha burits även av manskapet. På huvudet bär de svarta trekornshattar som ofta var utsmyckade med pompong och tofs. Teckning av Göte Göransson.

Uniform m/1765 var en uniformsmodell som användes inom den svenska armén under 1700-talets senare hälft. Uniformen var en modernisering och vidareutveckling av uniform m/1756, vilken i sin tur var en modifierad version av den karolinska enhetsuniformen från Karl XII:s tid. Uniform m/1765 skilde sig från sin föregångare bland annat genom att rocken hade stramare skurning och att skörten var mer utsvängda, vilket gjorde västen mer synlig. En del regementen hade dessutom bröstrevärer, en typ av slag på rockens bröstparti. Inspirationen till uniformen kom från Fredrik den stores Preussen, som vid denna tid var Europas ledande militärmakt.
Uniform m/1765 användes uteslutande av infanteriet och infördes vid de flesta förband åren kring 1770. Munderingen visade sig dock inte hålla måttet när det gällde funktionalitet och fältmässighet. I synnerhet var uniformsrocken dåligt anpassad till det kalla nordiska klimatet. Detta bidrog till att en ny infanteriuniform togs fram i slutet av 1770-talet. Uniform m/1765 avskaffades formellt 1779, då den avlöstes av uniform m/1779, vilken byggde på Gustav III:s nationella dräkt. Två värvade regementen i Svenska Pommern fick dock fortsätta att bära den gamla uniformen in på 1790-talet, då den slutgiltigt ersattes i förmån för uniform m/1792. M/1765 är ett av de uniformssystem som brukar hänföras till samlingsbeteckningen modell äldre. 
Munderingen med sin blågula rock med uppvikta skört och svarta trekantshatt liknar översiktligt den karolinska uniformen från stormaktstiden, och kallas därför ibland för "den sista karolinska uniformen".

## Utformning
Uniform m/1765 bestod av en livrock med skört, trekantig hatt, väst, knäbyxor, skor, strumpor och damasker.

### Uniformsrocken

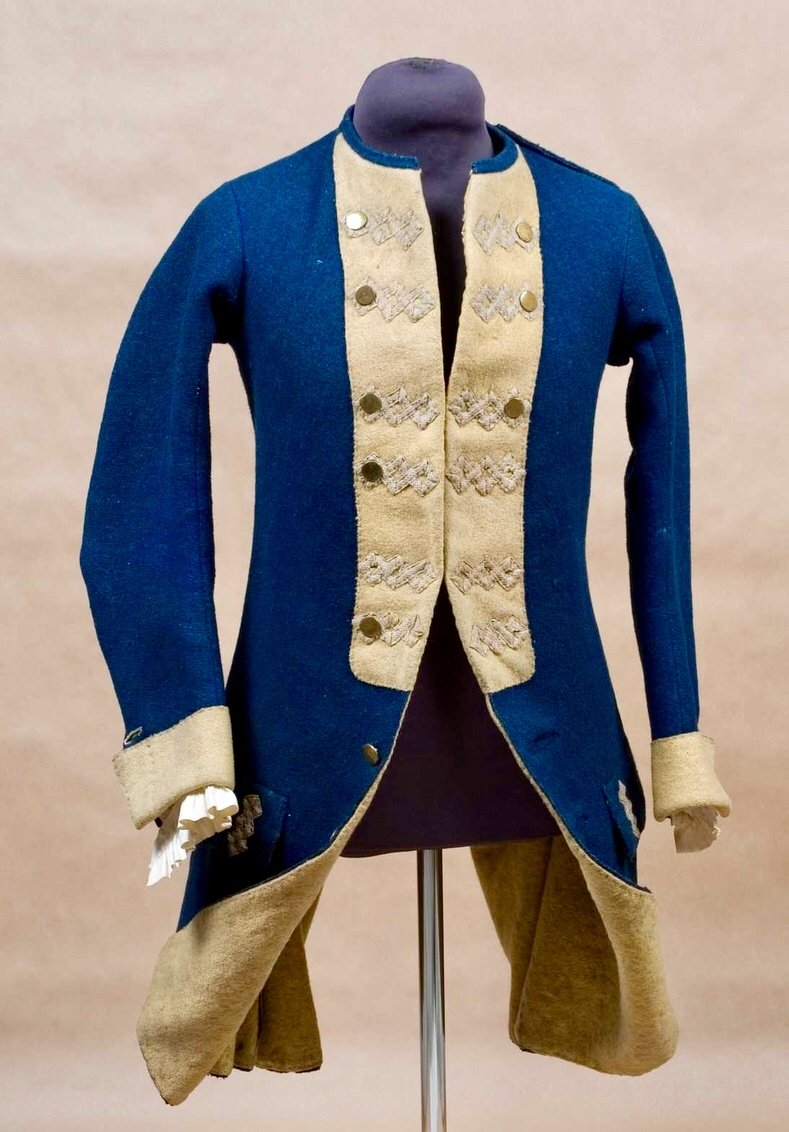
Rock m/1765 för manskap vid Södermanlands regemente. Lägg märke till de gula bröstrevärerna och de vävda linnebanden runt knapparna. Armémuseum.

Infanterirocken m/1765 var tillverkad av kläde, ett slags ylletyg gjort på kardat ullgarn. Rocken var kortare än 1756 års rock och slutade ungefär halvvägs ner på låret. Skörten var också mer utsvängda, något som gjorde att bara övre delen av rocken gick att stänga, vilket skedde med ett par hakar och hyskor över bröstet. De knapprader som satt längs öppningen var endast till för dekoration.
Huvuddelen av infanteriet behöll den traditionella nedvikbara kragen av karolinsk typ, med undantag för Drottningens livregemente, Sprengtportens regemente, Södermanlands regemente, Västgöta-Dals regemente och Västmanlands regemente, vilka hade låga ståndkragar. En annan ny detalj som introducerades med m/1765 var s.k. bröstrevärer eller rabatter, vilket var en typ av slag som satt på rockens bröstparti. I de kontinentaleuropeiska arméerna hade denna uniformsdetalj förekommit sedan 1720-talet. På kontinenten kunde revärerna i allmänhet vikas ut så att rocken gick att stänga över magen, men på den svenska uniformen satt dessa fastsydda direkt på uniformsrocken och fyllde ingen praktisk funktion.
Totalt försågs elva regementen med bröstrevärer. Södermanlands-, Västmanlands- och Upplands regementen fick gula revärer och Västerbottens regemente vita. Av de åtta värvade infanteriregementena hade Kronprinsens, Hessensteins och Björnbergs regementen gula bröstrevärer, medan Drottningens livregemente, Spens regemente, Sprengtportens regemente och Prins Fredrik Adolfs regemente fick röda. Livgardets uniformer hade gula revärer.

#### De menigas rockar
De meniga soldaternas rockar tillverkades av komisskläde, en typ av valkat ylletyg, och var fodrade i livet med boj och i ärmarna med linne. Den vänstra axeln var försedd med en axelklaff, som var till för att hålla remmen till patronväskan på plats.

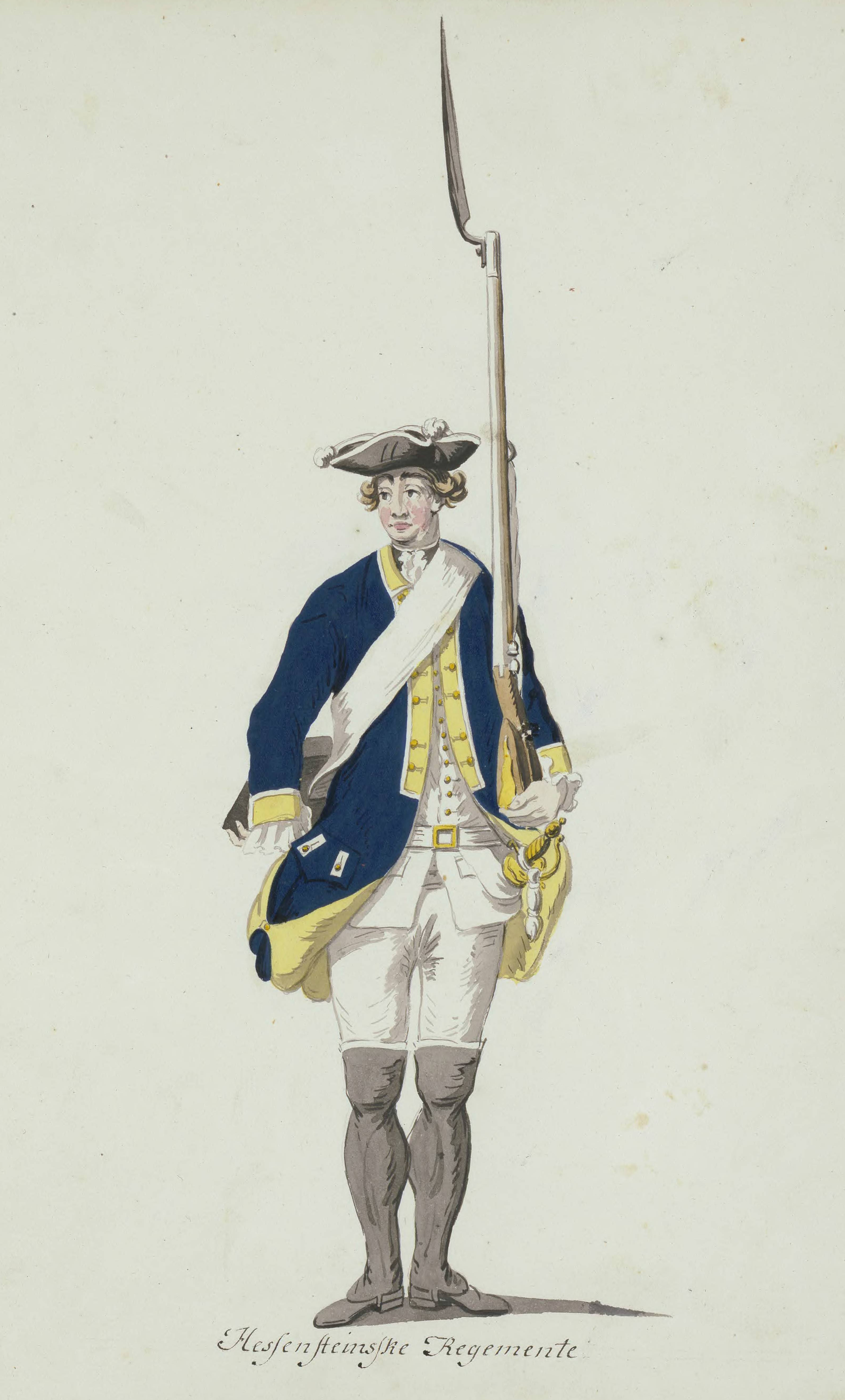
Menig vid Hessensteins regemente med bröstrevärer. Jacob Gillberg.
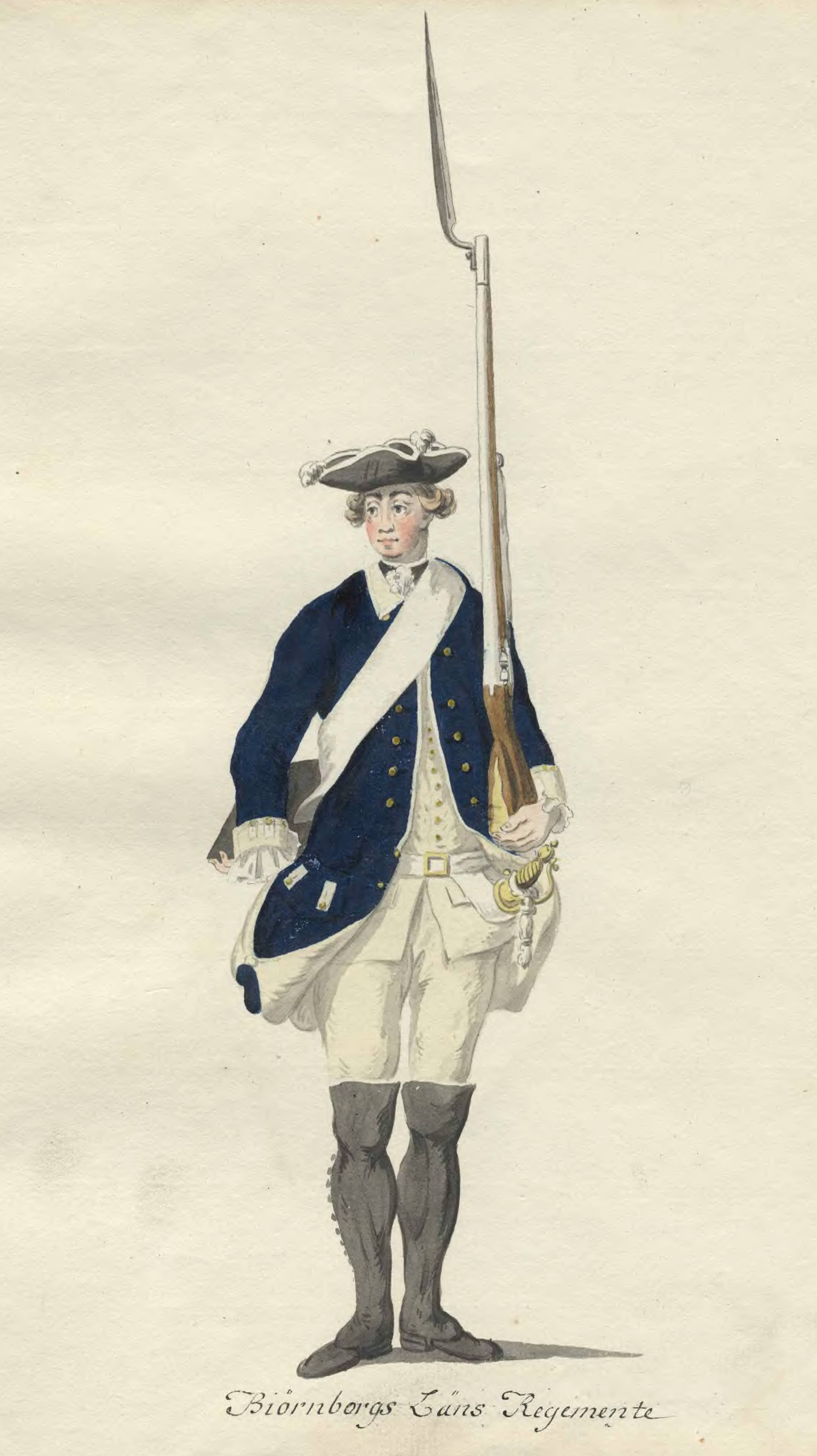
Menig vid Björneborgs regemente utan bröstrevärer. Jacob Gillberg.

#### Officerare och underofficerare

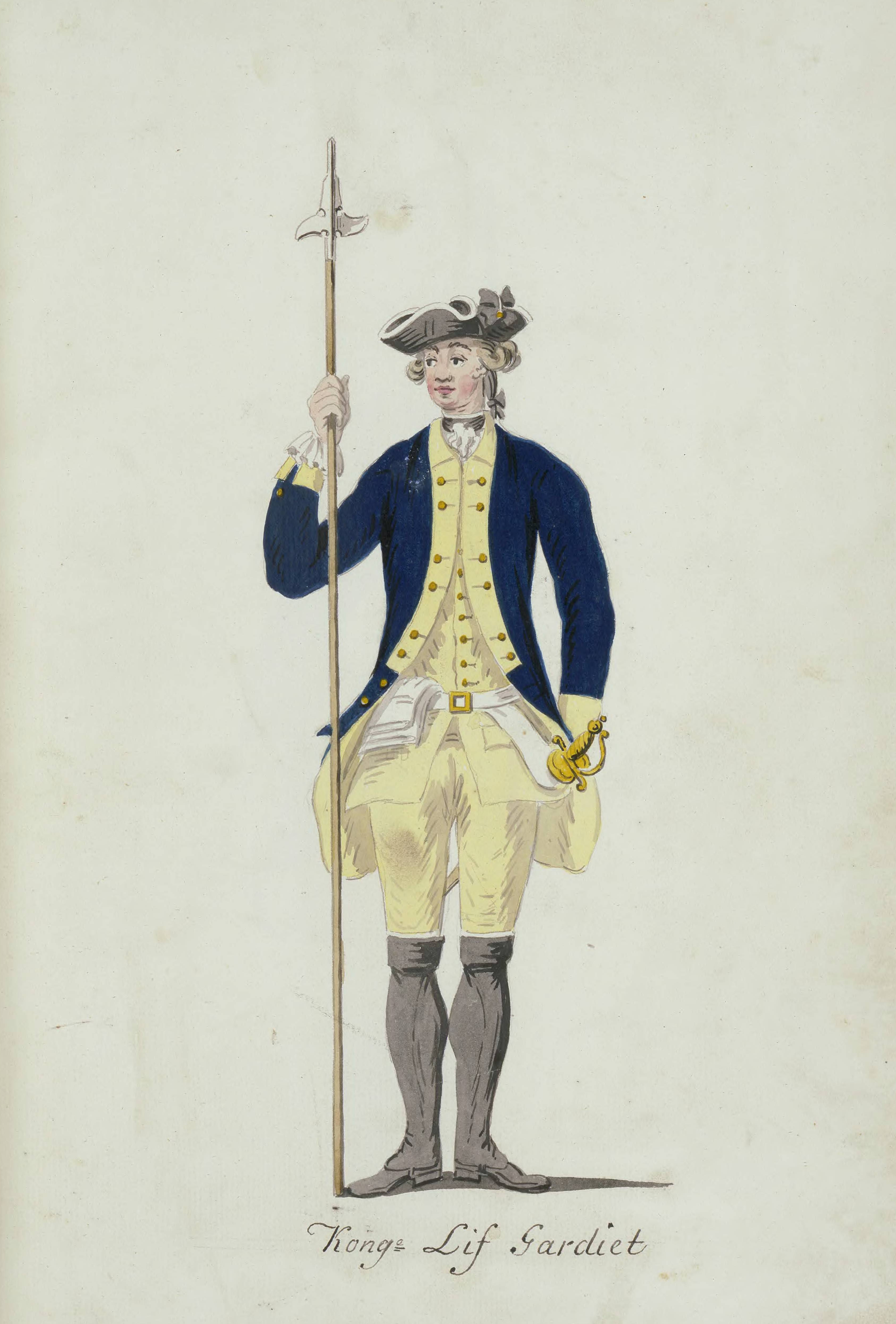
Underofficer med bardisan vid Livgardet till fot. Bardisanen användes av underofficerarna bland annat som värdighetstecken. Jacob Gillberg.

Befälets uniformsrockar avvek i en del hänseenden från manskapets. Underofficerarnas var gjorda av s.k. underofficerskläde vilket var av finare kvalitet än de meniga soldaternas. Även fodret hade högre kvalitet. På tidigare uniformsmodeller var underbefälets rockar dekorerade med vävda band, men denna detalj var avskaffad på m/1765. Eftersom underofficerarna sällan bar patronväskor saknade deras rockar axelklaffar.

Arméns högre officerare bekostade själva sina uniformer, vilket betydde att de inte var lika standardiserade som övriga arméns. När det gällde rockarna fanns dock en del regler. Enligt bestämmelserna skulle officerarnas uniformsrockar vara av samma modell som underofficerarnas. Den enda skillnaden som tilläts var att officersrockarna fick ha försilvrade knappar, medan underofficerarna skulle ha likadana knappar som manskapet. Den officer som bröt mot förordningarna kunde få erlägga upp till 1 000 daler silvermynt i böter.

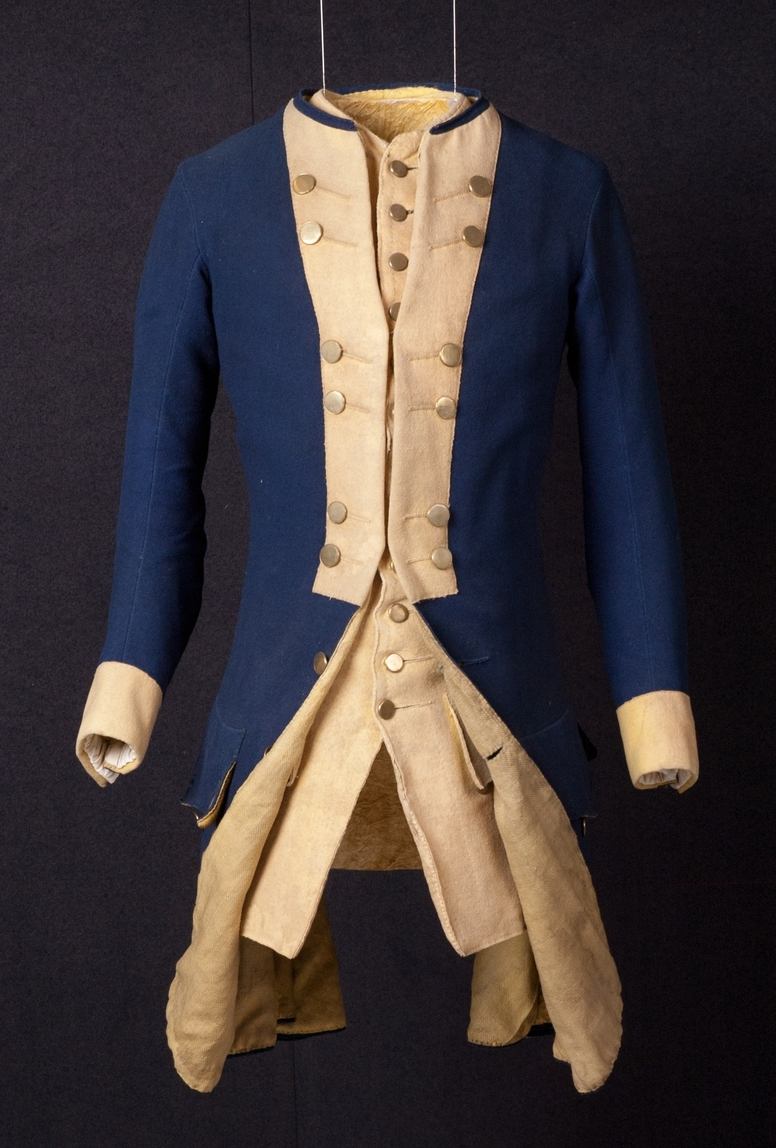
Rock m/1765 för underofficer vid Södermanlands regemente. Till skillnad från manskapets rockar saknade underofficerarnas de vävda banden kring knapparna samt axelklaffar (jfr med bilden ovan). Del av samlingarna på Armémuseum i Stockholm.
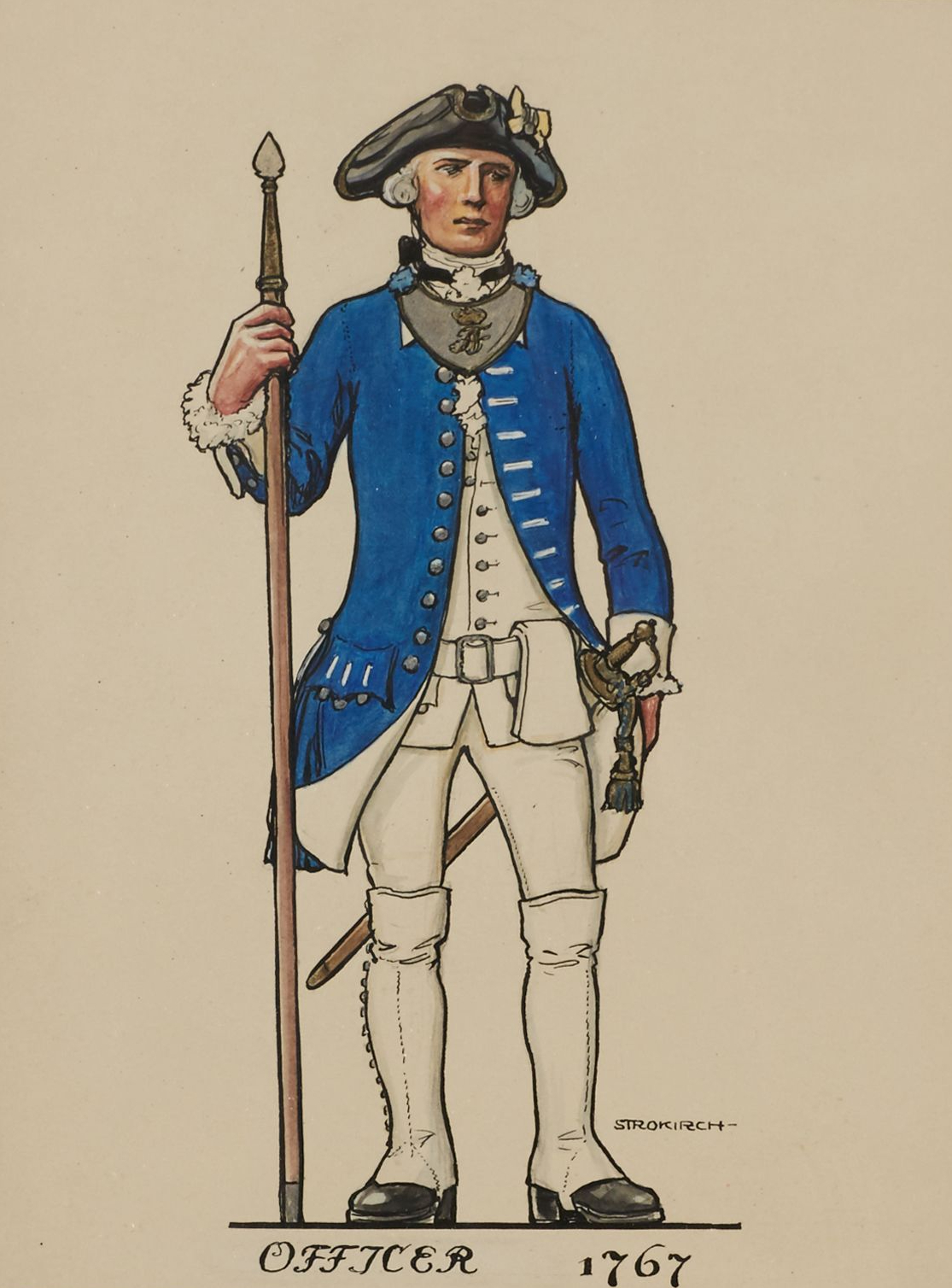
Officer vid Västerbottens regemente 1767. Officerens hatt är dekorerad med guldgalon och kring halsen bär han en ringkrage med Adolf Fredriks krönta namnchiffer. I högra handen håller officeren en sponton, som användes som värdighetstecken av det högre befälet. Teckning av Einar von Strokirch.
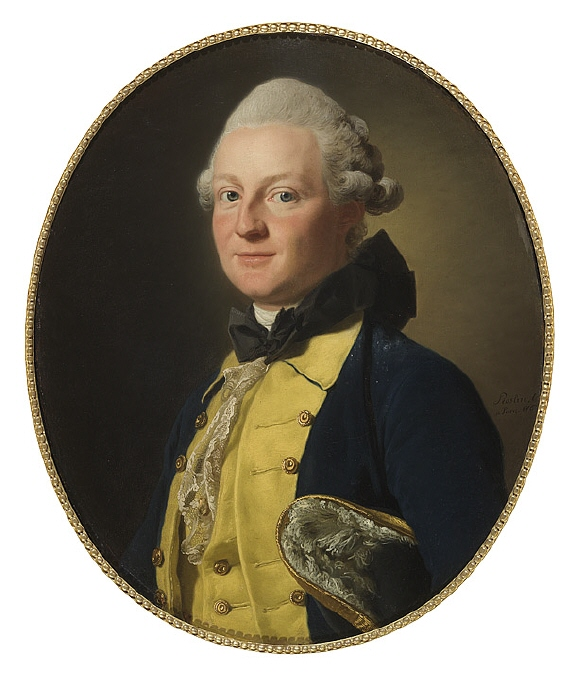
Carl Adam Wachtmeister i Livgardets uniform m/1765 med gul krage och gula bröstrevärer. Porträtt av Alexander Roslin, ca 1767. Nationalmuseum.
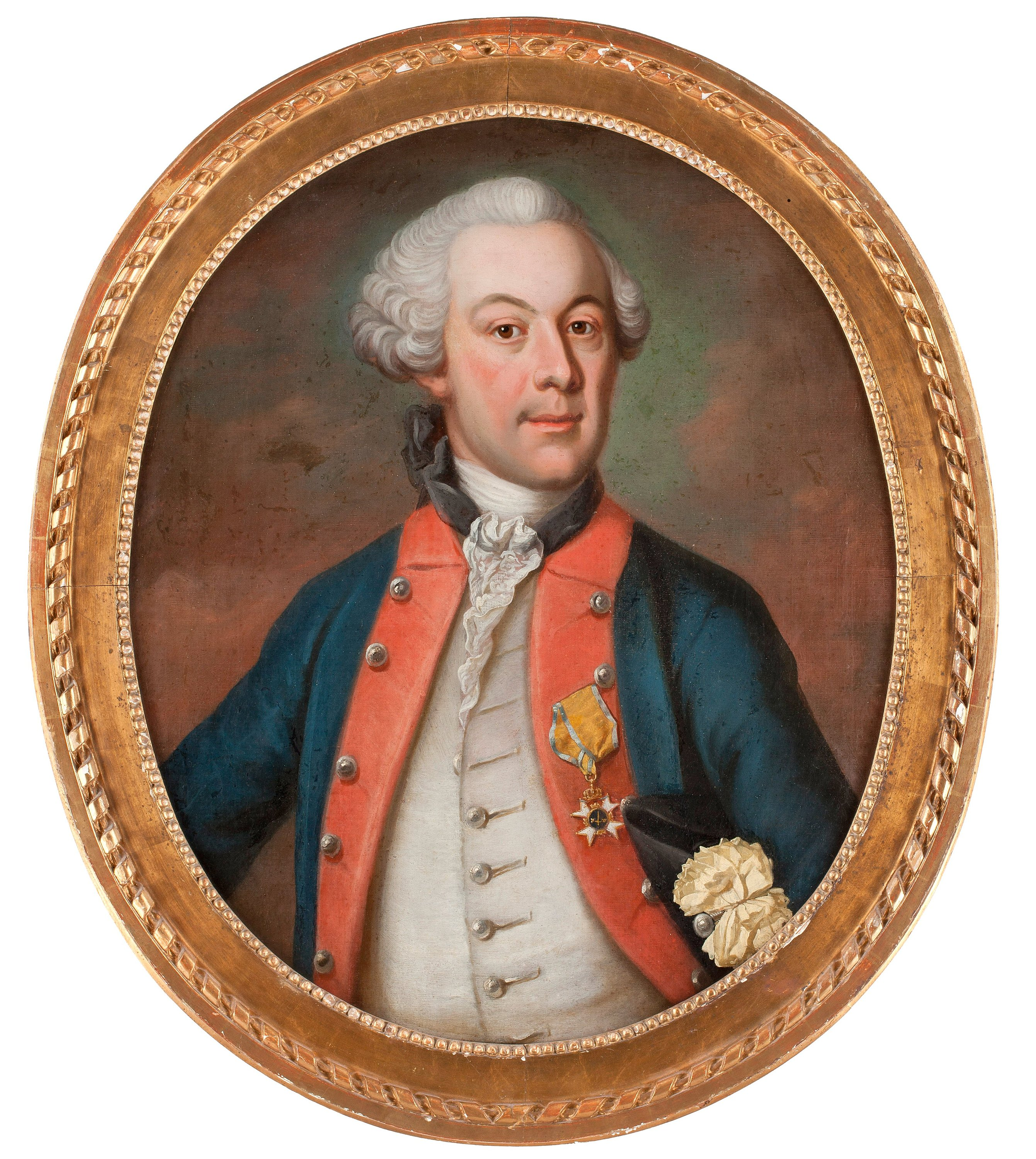
Carl Mauritz von Gertten i uniform m/1765 för en major vid Prins Fredrik Adolfs regemente med röd krage och röda bröstrevärer. På bröstet bär han Svärdsordens ordenstecken. Porträtt från 1770 av okänd konstnär.
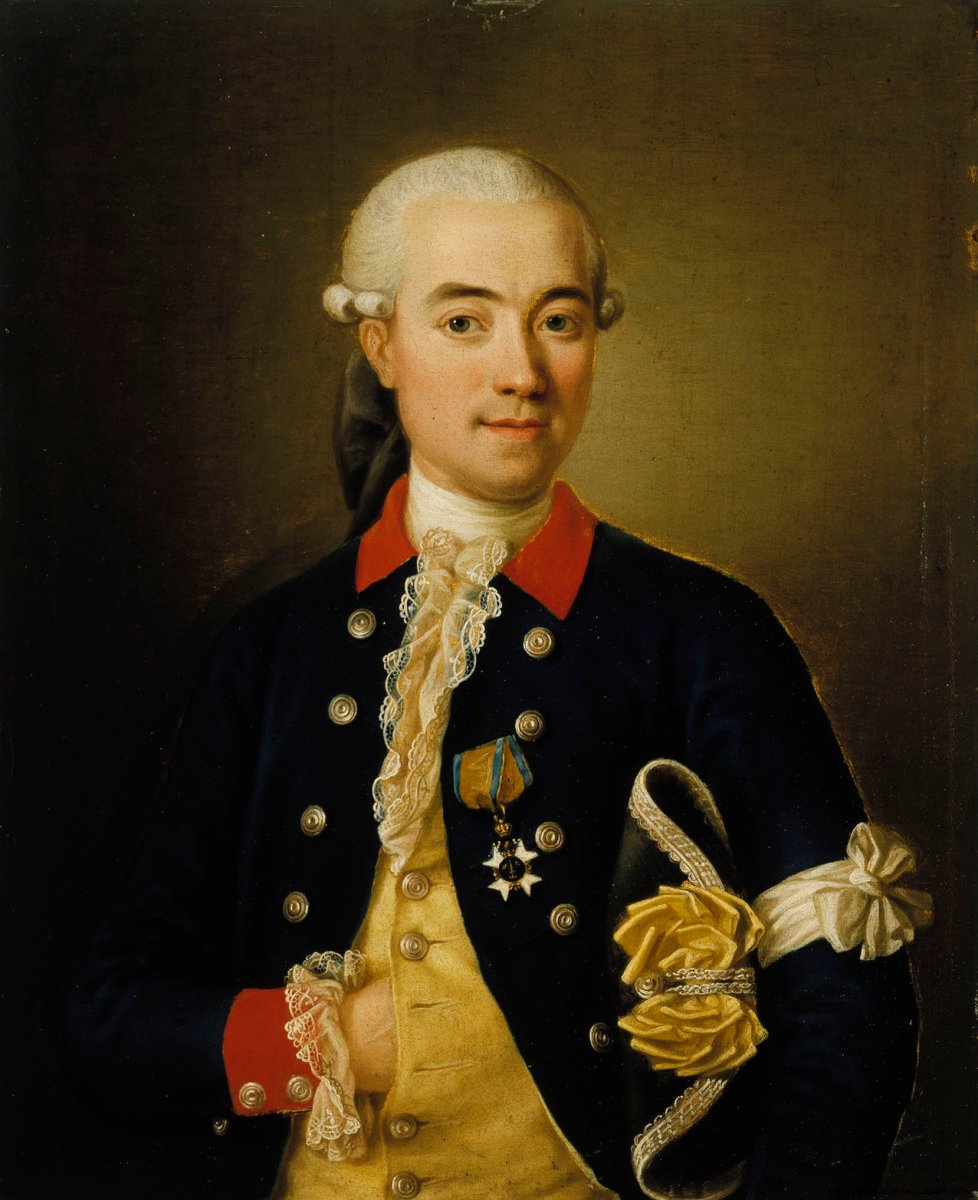
Kapten Carl Adolf Möllerswärd iklädd Kronobergs regementes uniform m/1765. Möllerswärds uniformsrock har röd krage och uppslag men saknar bröstrevärer. Runt armen bär han den vita frihetsbindeln som blev en del av den svenska officersuniformen efter Gustav III:s statskupp 1772. På bröstet bär Möllerswärd Svärdsorden. Porträtt från 1775 av Ulrika Pasch.
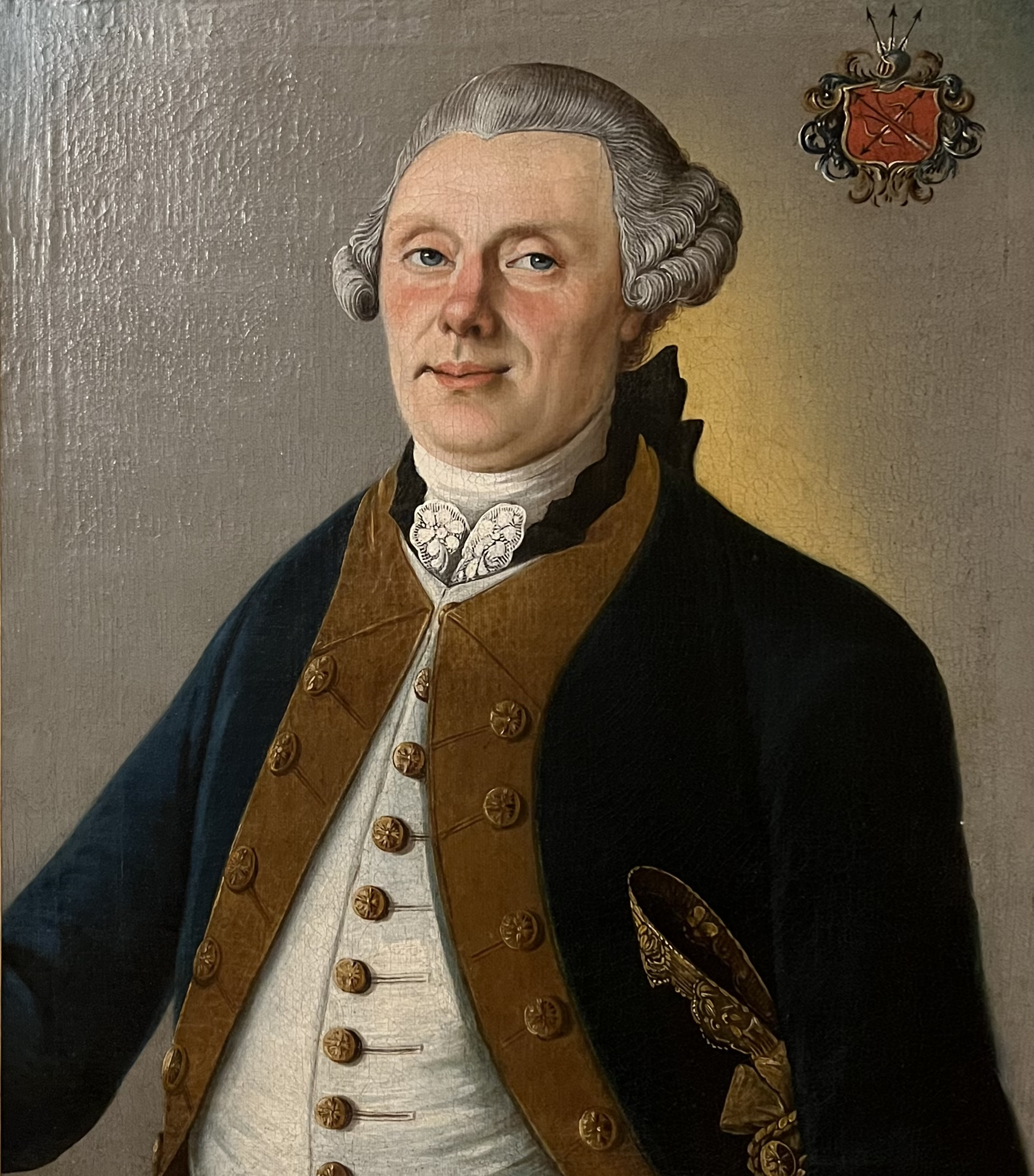
Vilhelm Mauritz Planting-Gyllenbåga iklädd uniform för en kapten vid Hessensteinska regementet, bestående av en blå rock med gula uppslag och gul fälkrage, samt vit väst och vita byxor. Knapparna är förgyllda, och trekornshatten har guldgalon runt brättet. Porträtt av Jonas Dürchs ca 1770.
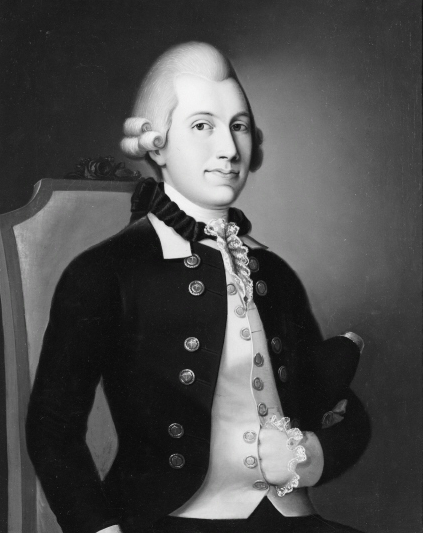
Johan Henrik Hästesko iklädd uniform för en fänrik vid Savolax regemente, bestående av en blå rock med gula uppslag, gul fälkrage och vitt foder samt gul väst och gula byxor. Kragen med sina långa snibbar skilde tydligt regementets uniform från övriga arméns. Porträtt av okänd konstnär, ca 1765. Nationalmuseum.

#### Spelet

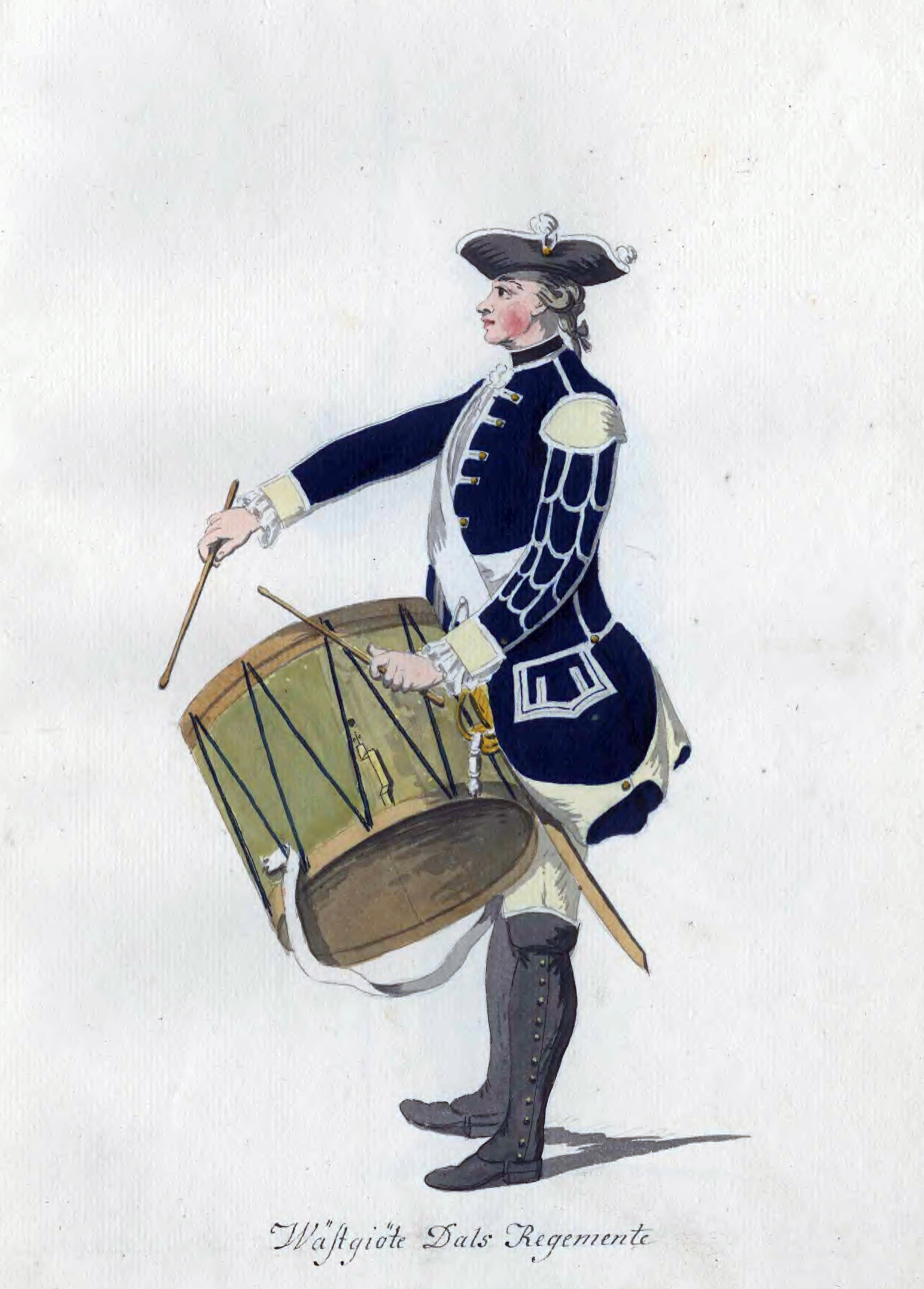
Trumslagare vid Västgöta-Dals regemente. Lägg märke till chevronerna på rockärmarna och de gula "svalbona" som pryder axlarna. Jacob Gillberg.

På 1700-talet fanns vid varje infanteriregemente en grupp musikanter som spelade trumma eller flöjt. Denna kategori kallades för spelet. Spelets huvuduppgift var att förmedla befälhavarens order till trupperna genom exempelvis trumsignaler, men deras färdigheter kunde också komma till nytta vid olika officiella tillställningar. Spelmän var högt uppskattade i lokalsamhället, och anställdes ofta vid dans- och lekstugor.

Spelets rockar skilde sig tydligt från de som bars av regementets övriga personal. Ärmar och ficklock var dekorerade med vävda linneband, s.k. chevroner, i olika geometriska mönster. Trumslagare vid Hälsinge regemente hade till exempel sicksacklinjer och två runda ringar på överarmarna. Ett annat särdrag hos spelets uniformsrockar var att axlarna hade nedhängande tygklaffar, s.k. svalbon. Sådana axelprydnader förekom redan tidigare på kontinenten, och användes av hela infanteriet förutom Dalregementet, Upplands regemente och Jönköpings regemente.

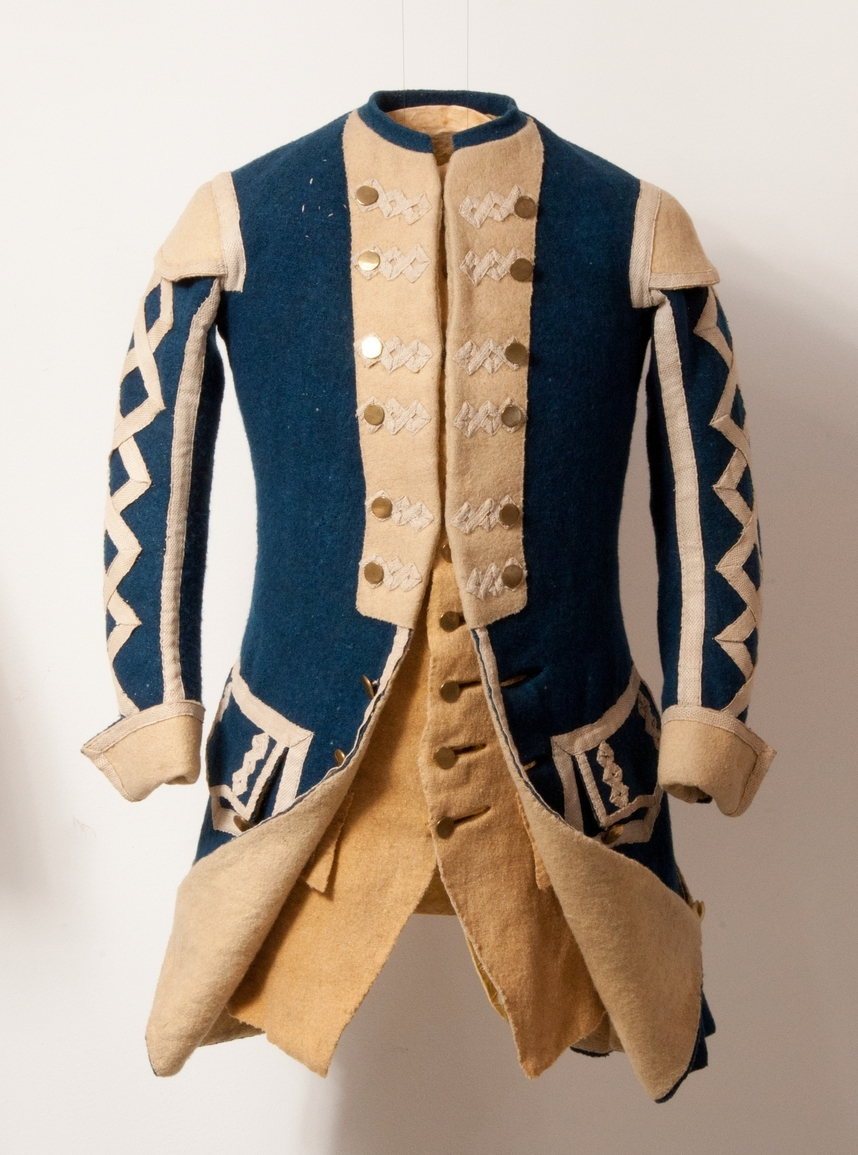
Rock för spel vid Södermanlands regemente sedd framifrån. Rocken är utsmyckad med vävda linneband, chevroner, på ärmar, rygg och ficklock, och axlarna är prydda med gula tygklaffar, s.k. svalbon. Armémuseum.
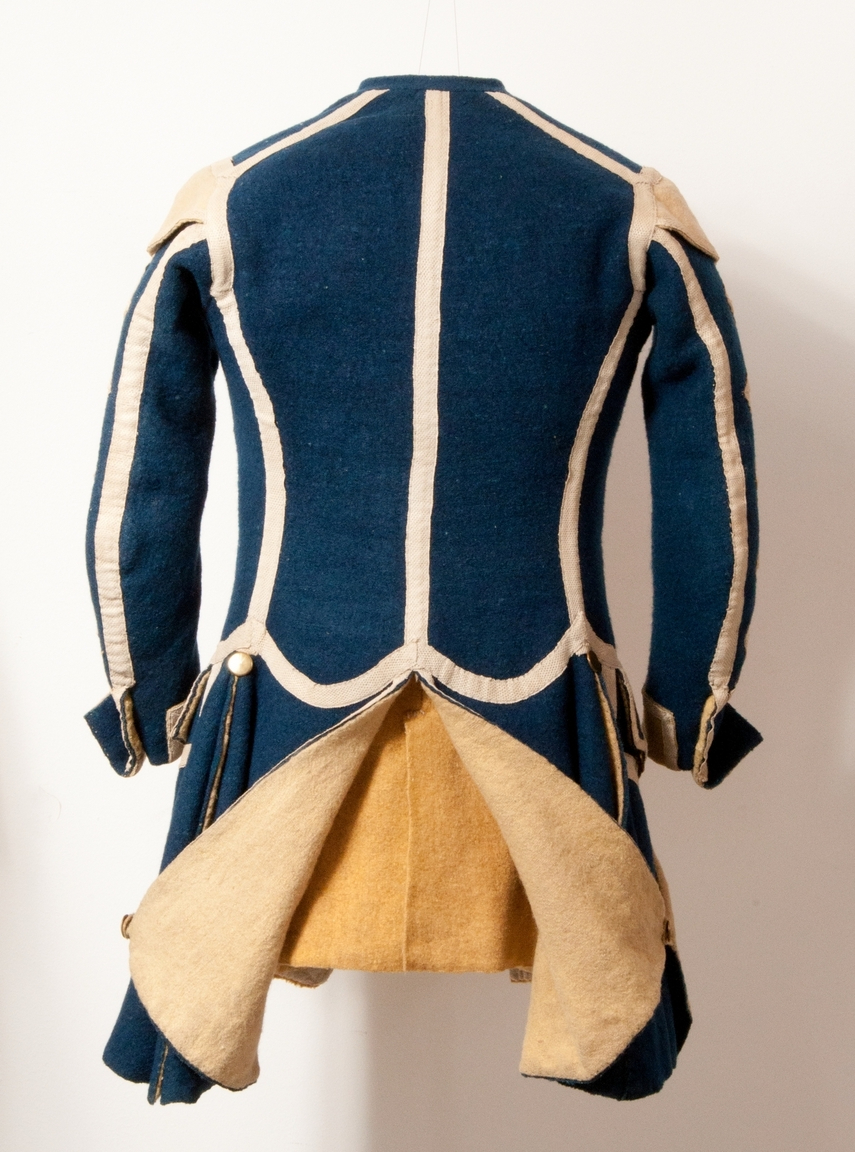
Samma rock sedd bakifrån. Här kan man tydligt se hur linnebanden fortsätter längs ryggpartiet. Armémuseum.
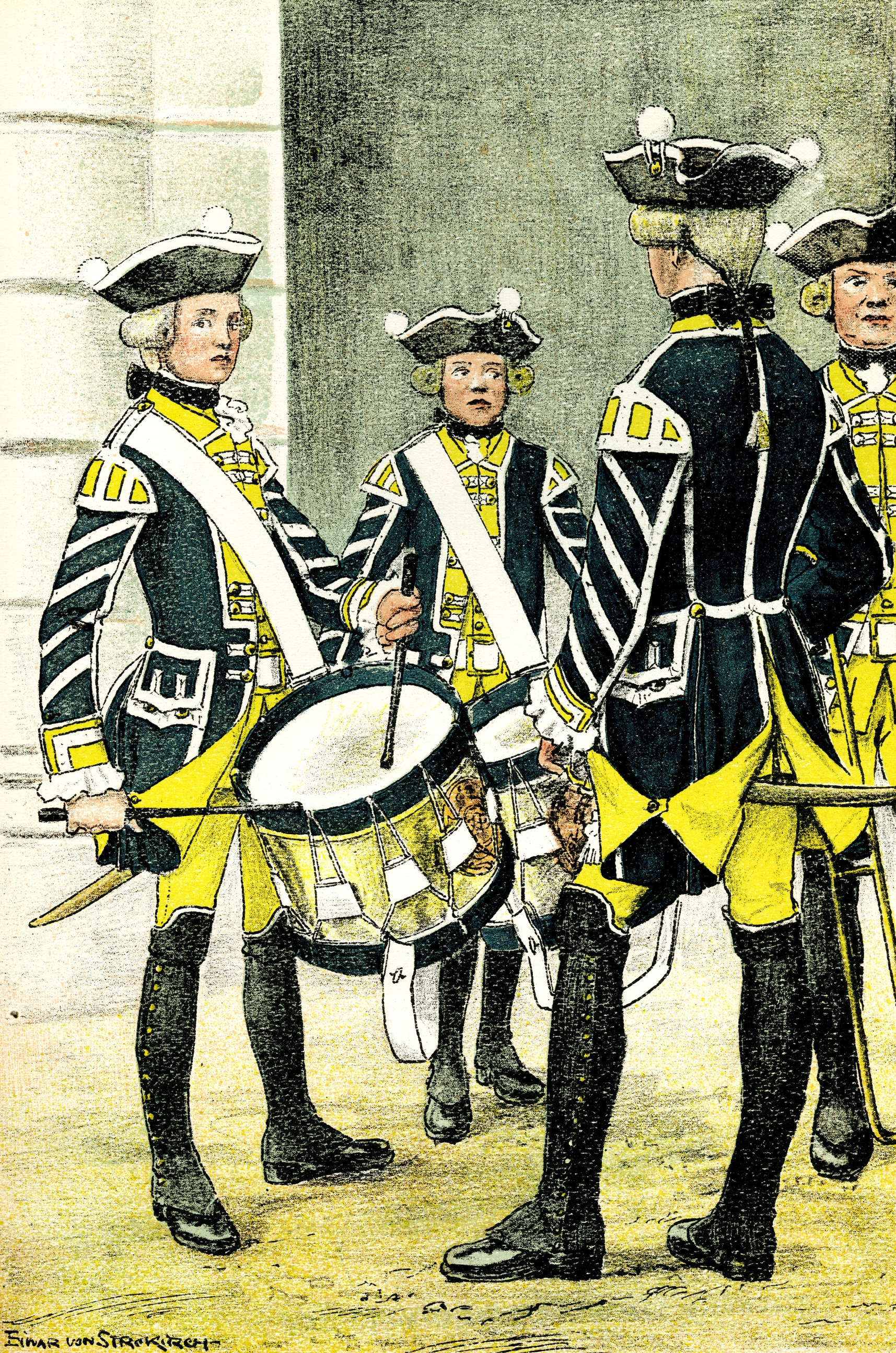
Spel vid Livgardet till fot. Bortsett från chevronernas mönster är uniformen i stort sett identisk med den som bars vid Södermanlands regemente. Einar von Strokirch.

### Väst, byxor och fotbeklädnad

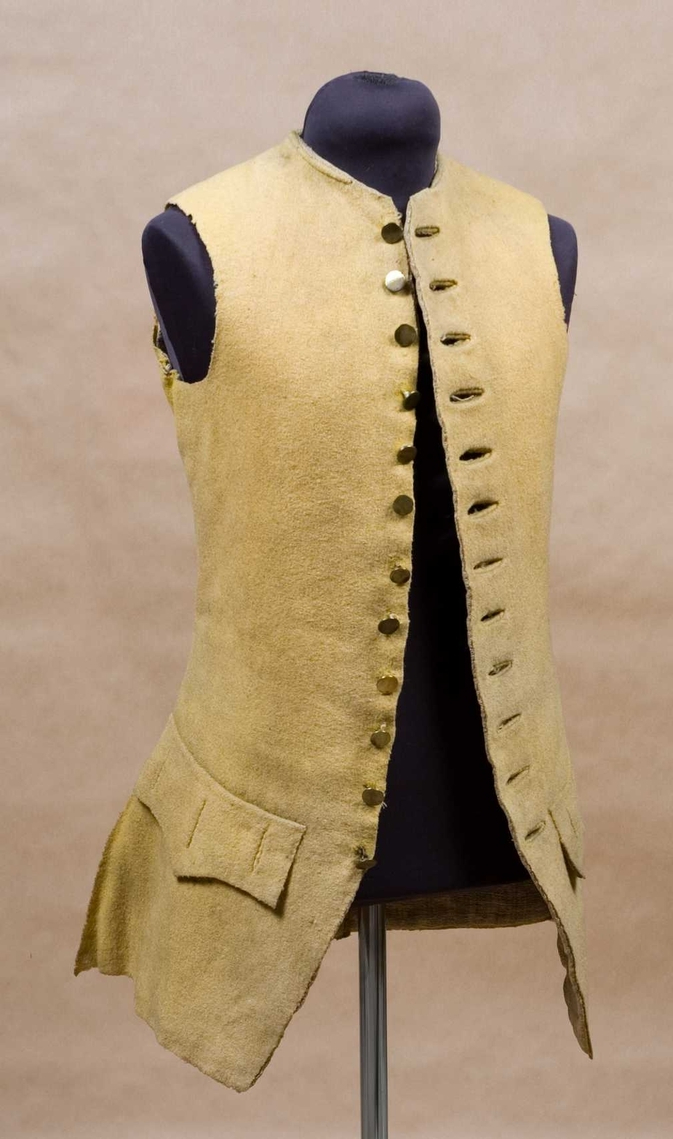
Väst av gult kläde för manskap vid Södermanlands regemente. Armémuseum.

Under rocken bar soldaten en väst av kläde med 11-12 mässingsknappar. Till skillnad från tidigare västar som använts av infanteriet saknade väst m/1765 ärmar. Troligtvis berodde detta på att uniformsrocken redan var så pass åtsittande att ärmar på västen skulle ha påverkat soldatens rörelseförmåga, men det kan lika väl ha gjorts för att spara på tyg. Denna ärmlösa västtyp fanns redan tidigare i den civila modedräkten.
Knäbyxorna m/1765 var gjorda av kläde och var mycket snäva till formen. Byxorna knäpptes framtill med två mässingsknappar och kunde stängas vid knäna med hjälp av vävda band. Till byxorna hörde ett löst foder som kunde tas ut och tvättas för sig. På benen bar soldaterna långa strumpor av vitt ullgarn som fästes upp vid benen med knäremmar. Officerare, grenadjärer och spel bar stibletter, en slags damasker. Stibletterna var svarta, räckte upp över knät och knäpptes på utsidan av benet med 12-14 tennknappar. De användes i första hand för att skydda strumporna från slitage när man rörde sig i besvärlig terräng. Vid mer högtidliga tillfällen som parad byttes de ut mot stibletter i vitt tyg.

Som fotbeklädnad användes skor med höga klackar och spännen av mässing. Sko m/1763 hade inte tvärt avskuren tå som den karolinska skomodellen, utan var rund framtill. Skorna var dock fortfarande lika för vänster och höger fot.

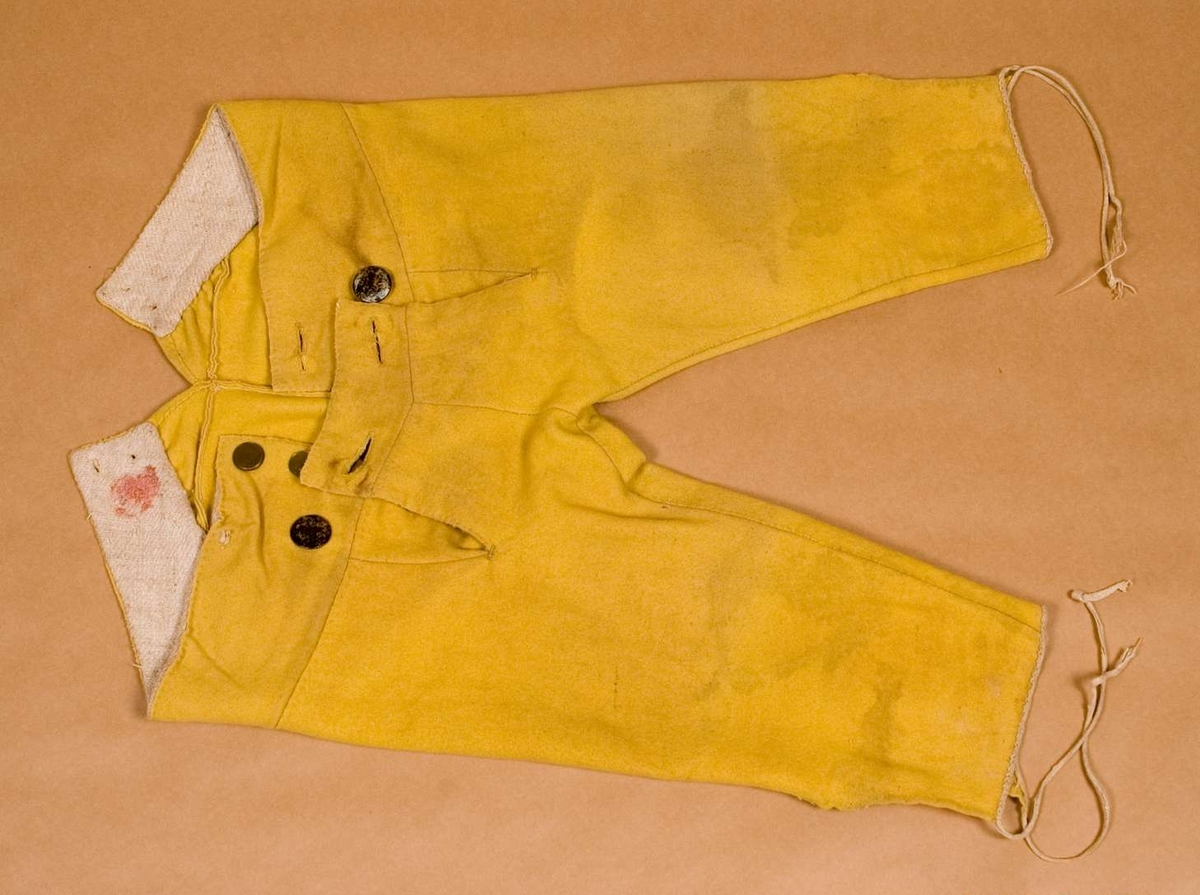
Knäbyxor m/1765 av gult kläde för underofficer vid Södermanlands regemente. Armémuseum.
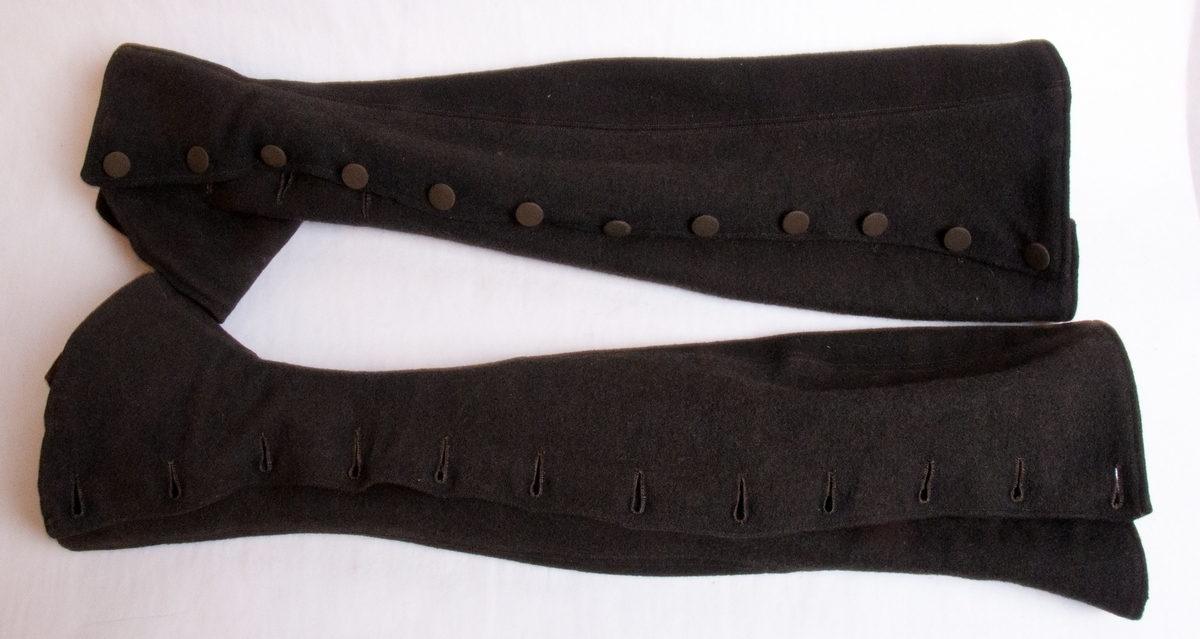
Stibletter (damasker) för underofficer vid Södermanlands regemente. Damaskerna är tillverkade av svart kläde och försedda med tolv knappar av tenn. Armémuseum.
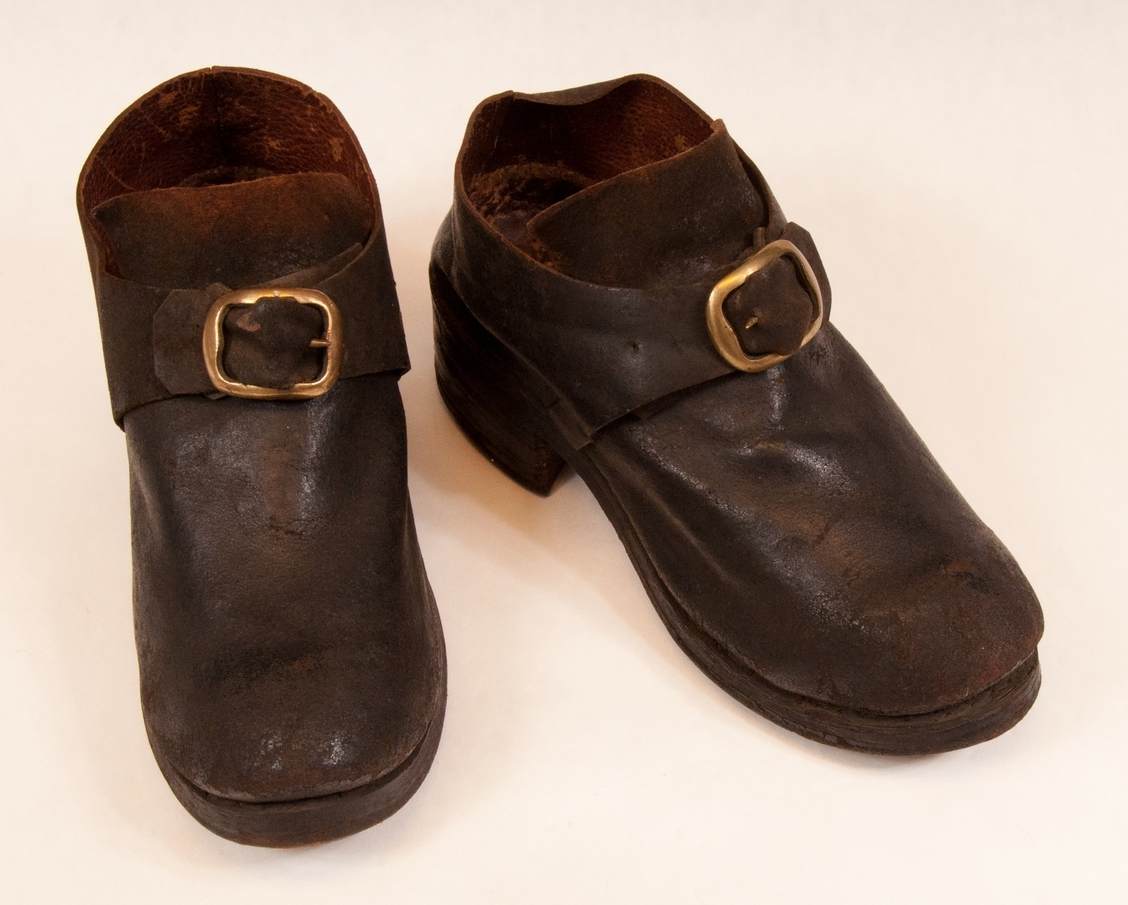
Skor m/1763 med mässingsspännen för spel vid Hälsinge regemente. Armémuseum.

### Huvudbonader

#### Hatt m/1763

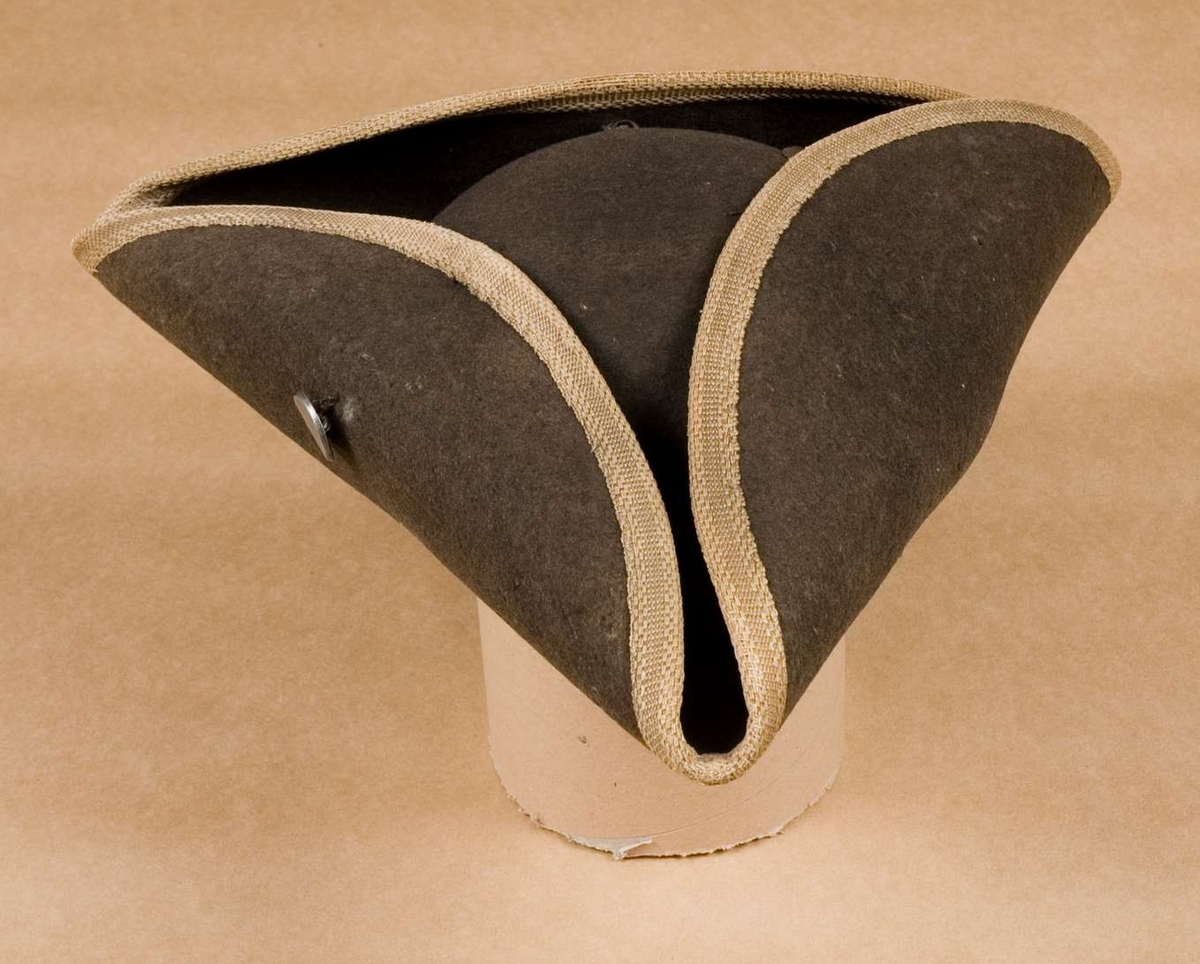
Hatt m/1763 av svart filt för spel vid Hälsinge regemente. Hatten är försedd med en mässingsknapp på vänstra sida av brättet, vars kant pryds av ett vävt band av linne. Armémuseum

Som huvudbonad bar större delen av infanteriet trekantiga hattar (trekornshatt) av svart filt. Hatt m/1763 var lik sin föregångare m/1756, men hade en något lägre kulle och kortare brätte. Manskapets hattar var utsmyckade med en mässingsknapp på vänster sida av brättet, vilket var dekorerat med vävda band av vitt linne. En del regementen hade dessutom en pompon på vänstra sidan av hatten och en tofs i ett av hörnen. Tofsen var sannolikt fäst vid en kordong av ull, som låg kring hattkullen. Denna utsmyckning användes av samtliga infanteriförband med undantag för Dalregementet, Jönköpings-, Tavastehus-, Västgöta-Dals-, Savolax- och Kalmar regementen.

Underofficerarnas hattar hade silvergalon kring brättet och en svart kokard i ena hörnet, uppfäst av en knapp i mässing. Officershattarna påminde om underofficerarnas, men kunde ha galon av både guld och silver, och en kokard uppfäst av en förgylld eller försilvrad knapp. Spelet bar likadana hattar som manskapet. Hatten bars i allmänhet inte rakt på huvudet, utan något nedtryckt på höger sida, så att spetsen vilade över vänster öga. Detta gjordes sannolikt för att brättet inte skulle komma i vägen för vapnet under exercis.

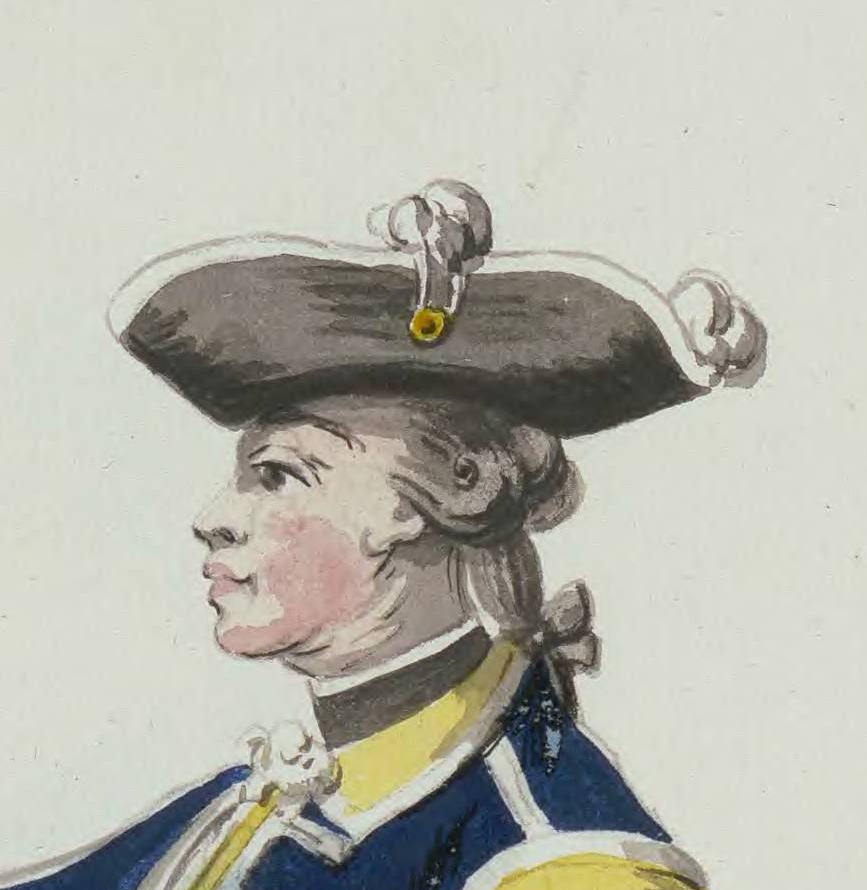
Hatt m/1763 för trumslagare vid Tavastehus regemente. Jacob Gillberg.
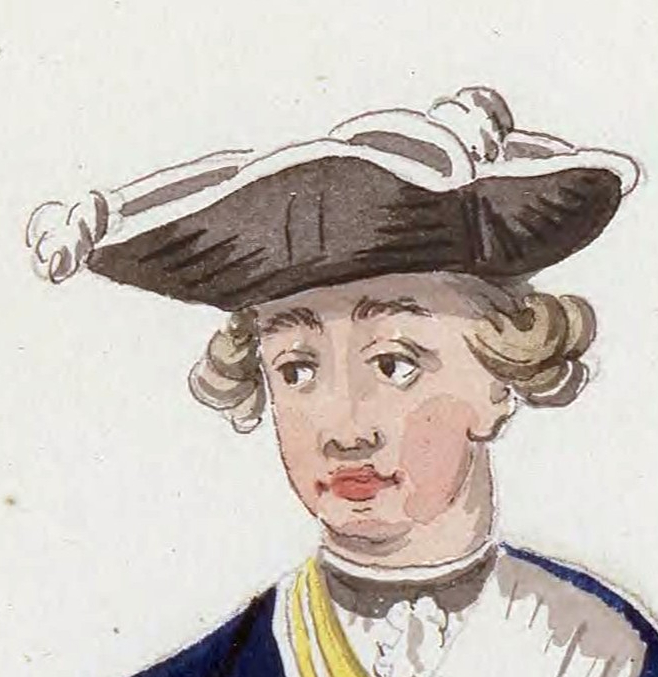
Hatt m/1763 för meniga vid Upplands regemente. Hatten är försedd med en pompong på vänstra sidan av brättet och en tofs i högra hörnet. Lägg märke till att soldaten inte bär sin hatt rakt på huvudet, utan med spetsen liggande över vänster öga. Jacob Gillberg.
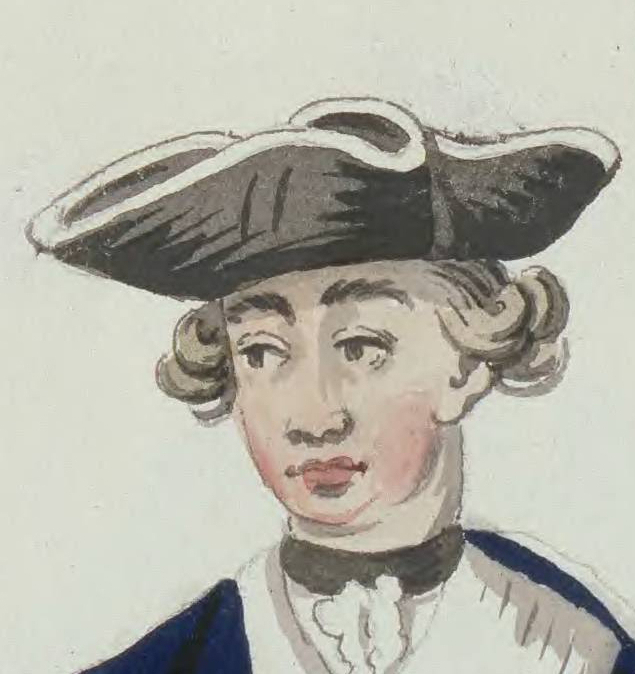
Hatt för meniga vid Dalregementet utan pompong och tofs, med liknande vit galonering kring brättet. Jacob Gillberg.
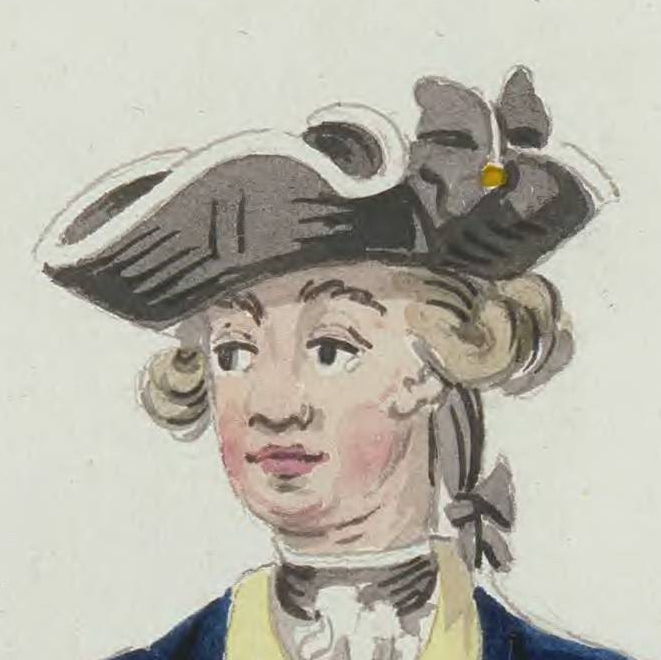
Hatt för underofficerare vid Livgardet till fot, utsmyckad med silvergalon kring brättet. På brättets vänstra sida sitter en svart kokard och en mässingsknapp. Jacob Gillberg.
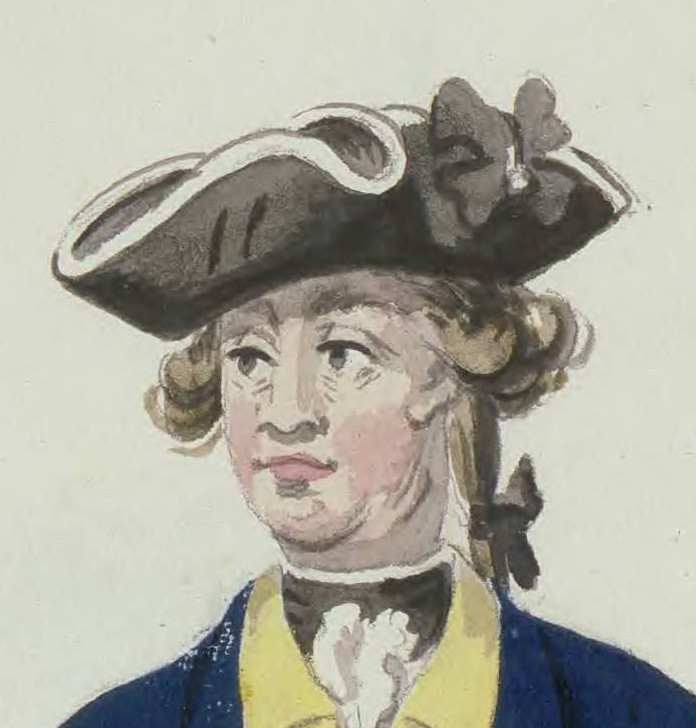
Hatt för officer vid Hessensteinska regementet, utsmyckad med silvergalon kring brättet. På brättets vänstra sida sitter en svart kokard uppfäst med silverknapp. Jacob Gillberg.

#### Grenadjärernas mössor

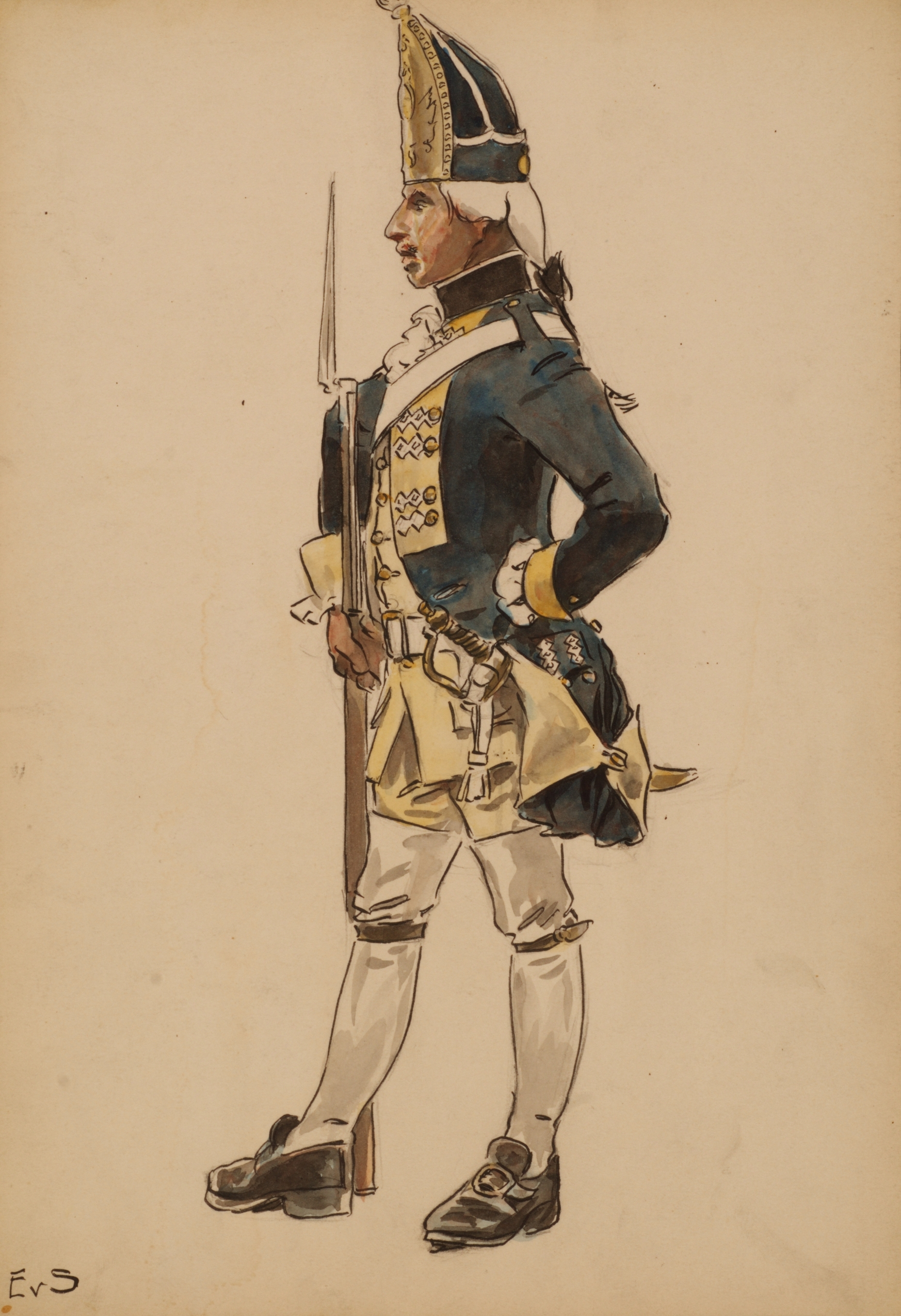
Grenadjär vid Södermanlands regemente. Soldaten bär grenadjärmössa (mitra) av blått kläde med vita redgarnsband. Framtill på mössan sitter en plåt av polerad mässing. Einar von Strokirch.

Förutom de ordinarie fotsoldaterna hade varje infanterikompani 10 grenadjärer. Grenadjärernas ursprungliga stridsuppgift var att kasta handgranater, men vid 1700-talets mitt hade vapnet fallit ur bruk i de flesta europeiska arméer, inklusive den svenska. I stället kom grenadjärerna att användas som elitinfanteri, och fick ofta utföra de allra svåraste uppdragen under fälttågen, som exempelvis att storma fientliga fältbefästningar. Det var bara de starkaste, skickligaste och längsta rekryterna som fick bli grenadjärer. Enligt en instruktion för Närke-Värmlands regemente från 1771 skulle dessa vara "beskiedlige Robuste af godt anseende och med mörka hår och ej under 3 alnar med skon".
Det som tydligast skilde grenadjärerna från vanliga musketerare var deras iögonfallande huvudbonader. I Sverige användes på 1700-talet två typer av grenadjärmössor; björnskinnsmössor och mitror, av vilka den senare typen var vanligast. Under 1700-talet fanns ingen fastställd modell av grenadjärmössa, varför utformningen kunde variera från förband till förband. I en kunglig föreskrift från 1748 fanns anvisningar för hur grenadjärernas mitror skulle vara utformade:
- Grenadjärofficerarnas mössor skulle ha mössor av blå sammet med guldgalon, guldtofsar och en förgylld mässingsplåt framtill.
- Grenadjärunderofficerarnas befalldes vara av blått kläde med silvergalon, silvertofsar och en försilvrad mässingsplåt.
- Spelet skulle ha mössor av gult kläde med vita snören och polerad plåt.
- Manskapets mitror skulle vara av blått kläde men i övrigt identiska med spelets.

Samtliga mössplåtar skulle vara dekorerade med riksvapnet under en kunglig krona omgiven av drakvingar och trofégrupper. Under detta skulle regementets eget vapen vara avbildat.

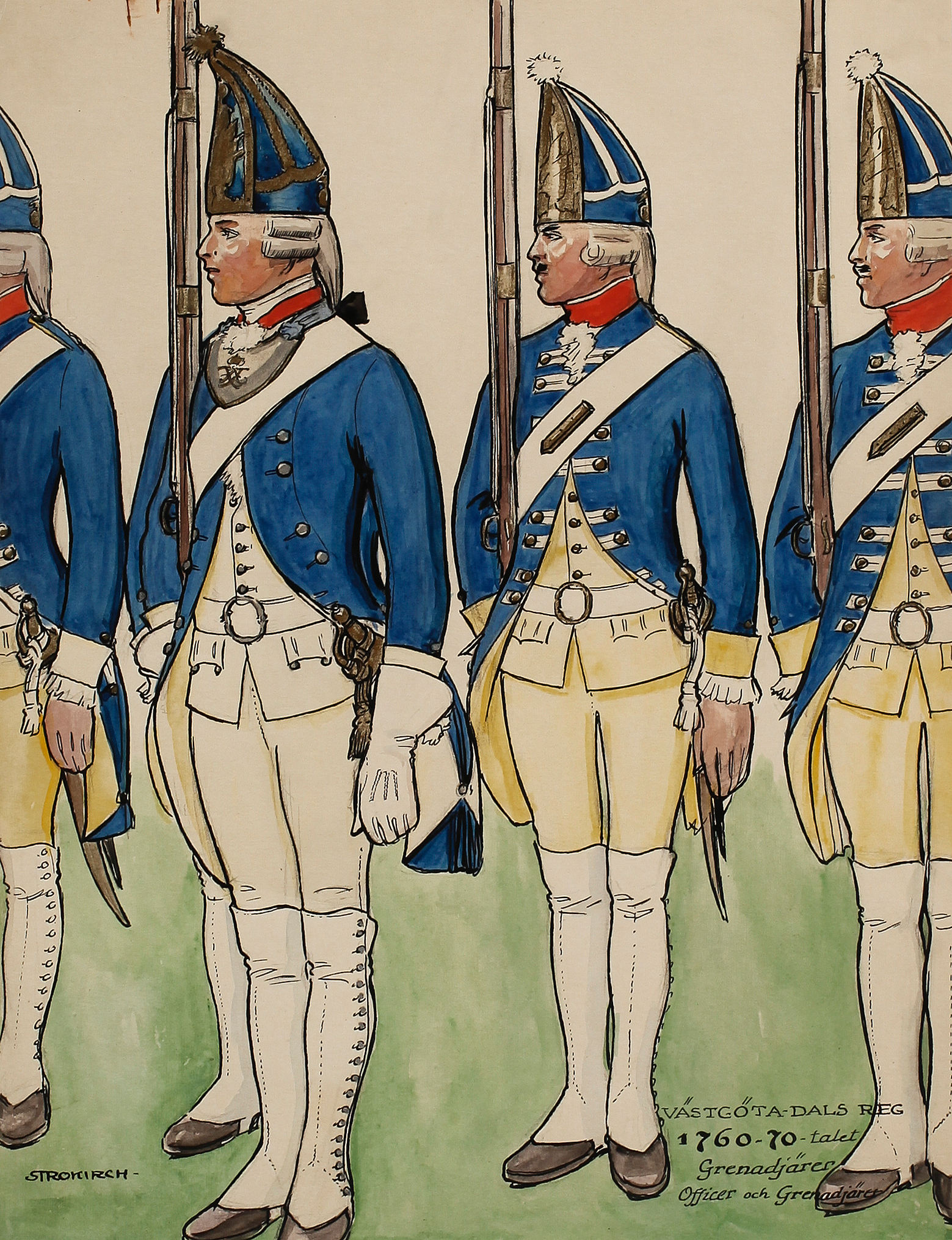
Grenadjärofficer och grenadjärer vid Västgöta-Dals regemente. Officeren bär en mitra av sammet med guldgaloner och en genombruten mässingsplåt. Manskapet har på sig mössor av blått kläde, utsmyckade med vita redgarnsband och plåtar av polerad mässing. Einar von Strokirch.
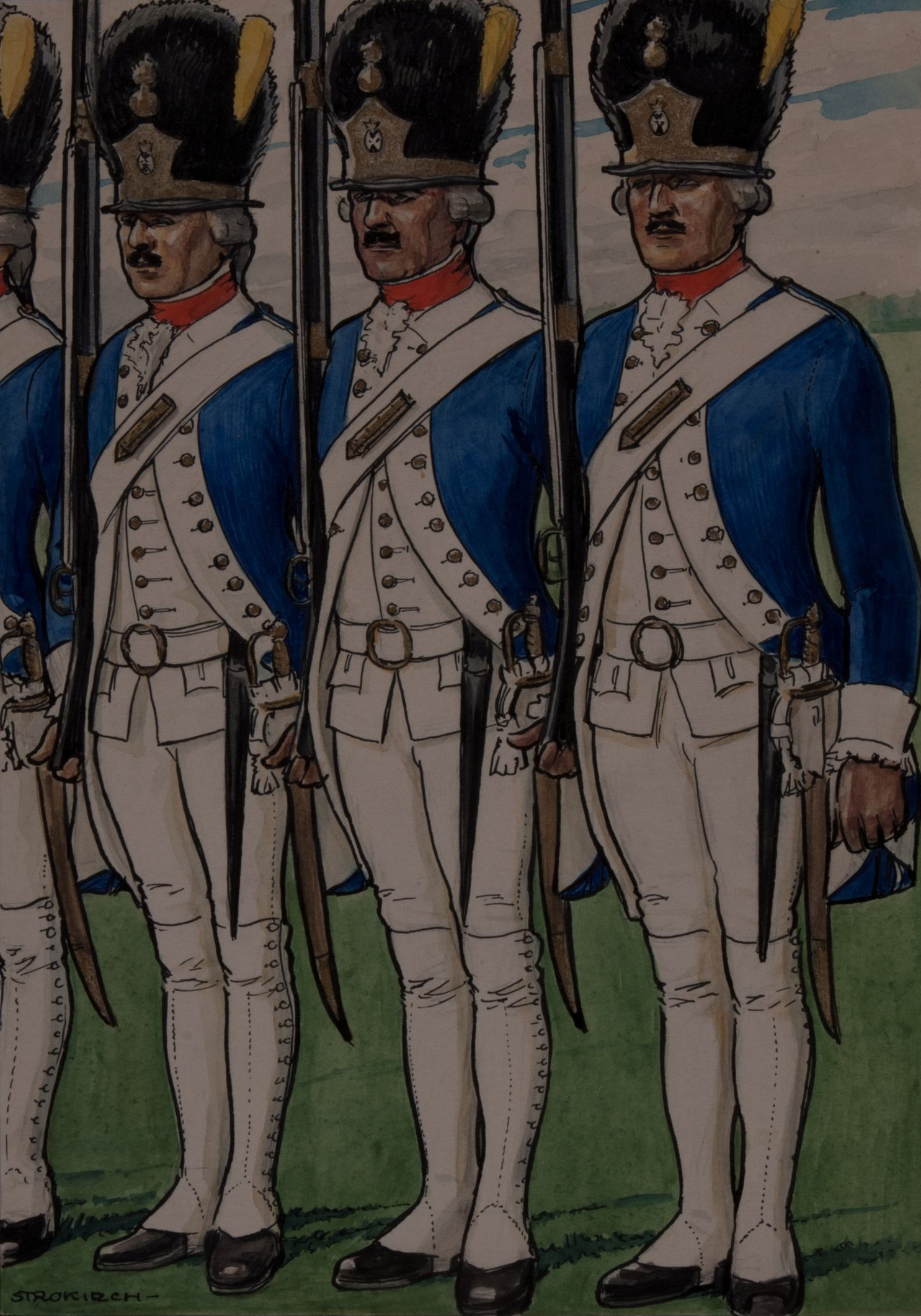
Grenadjärer vid Hälsinge regemente cirka 1770. Einar von Strokirch.
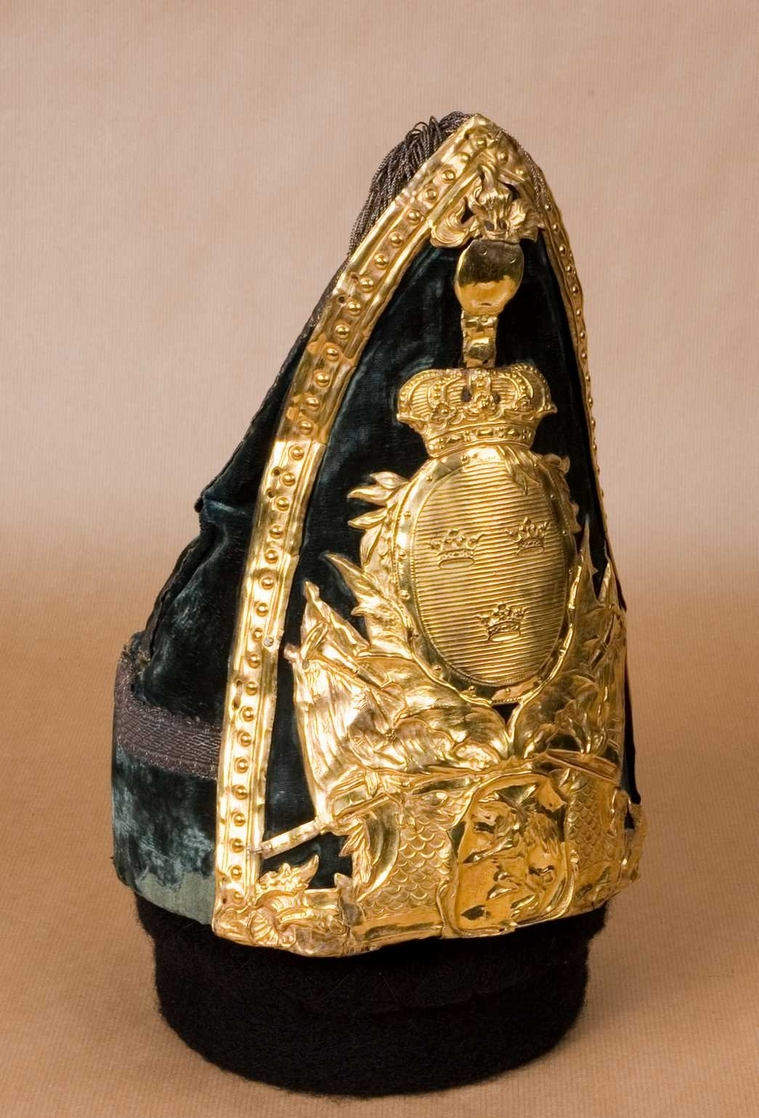
Mitra för grenadjärofficer vid Södermanlands regemente. Mössan är gjord av sammet och utsmyckad med guldgaloner och en guldtofs. Framtill sitter en genombruten plåt av mässing med det svenska riksvapnet under en kunglig krona och omgivet av fanor, musikinstrument och drakvingar. Mössan var ursprungligen blå men har med åren fått en grönaktig färg. Armémuseum.
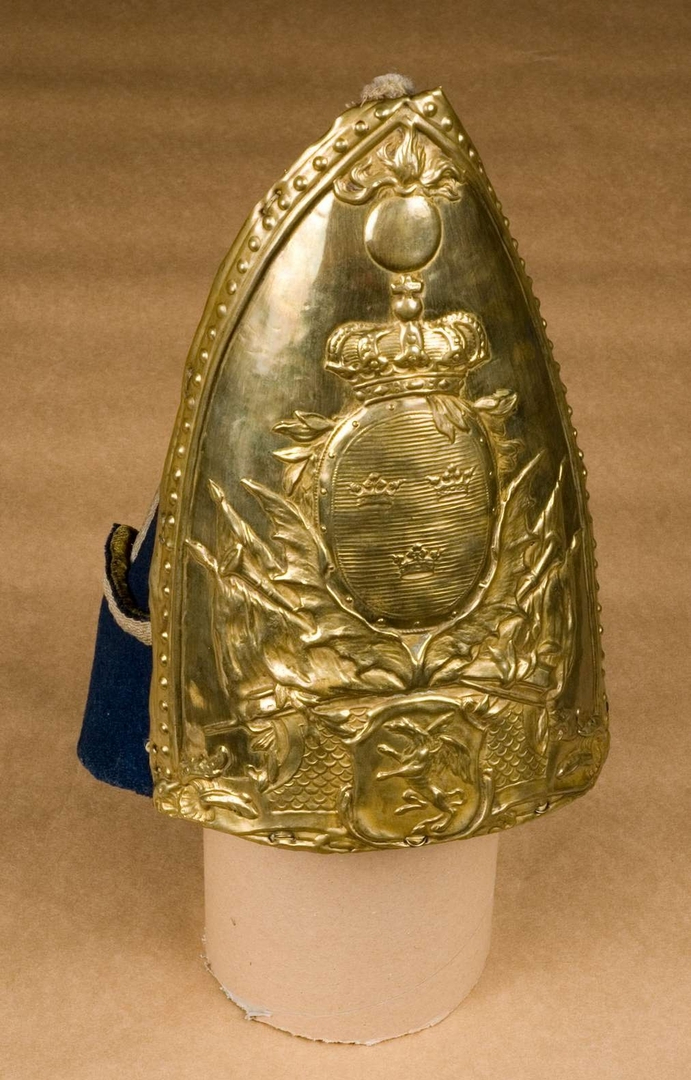
Mitra för manskap vid Södermanlands regemente, tillverkad av blått kläde och utsmyckad med vita redgarnsband och en vit tofs. Mössplåten är av polerad mässing. Armémuseum.
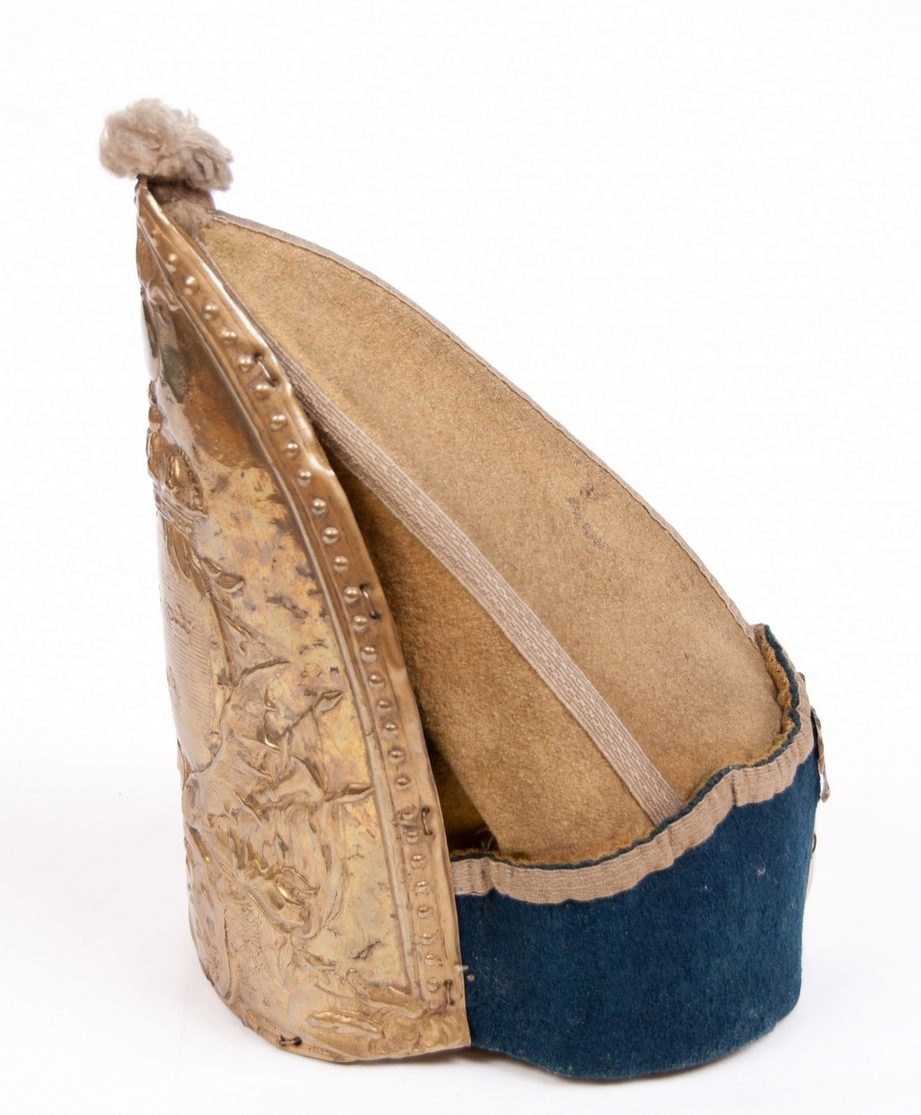
Mitra för spel vid Södermanlands regemente av gult kläde med blått uppvik. Mössan är dekorerad med vita redgarnsband och har en vit tofs. Mössplåten är av polerad mässing och likadan som manskapets. Armémuseum.

### Remtygs- och trosspersedlar

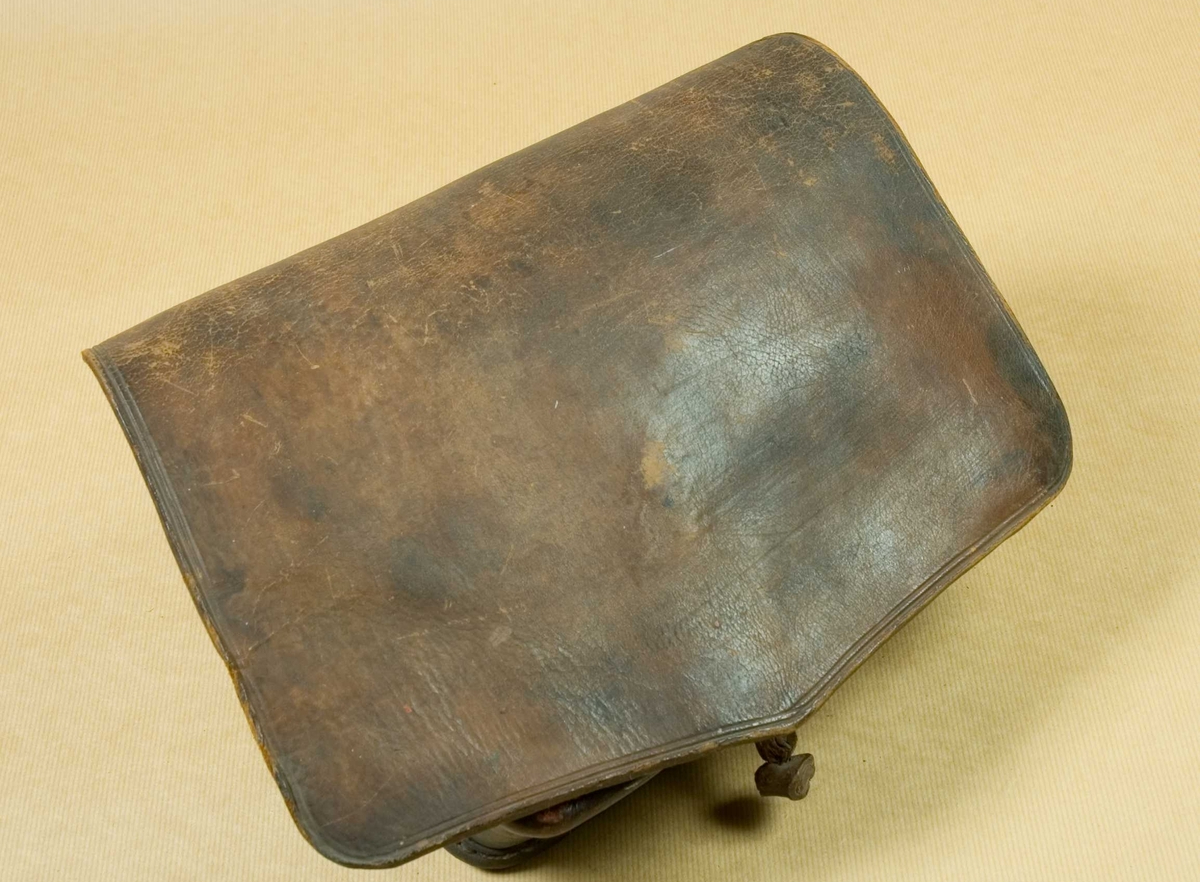
Patronväska m/1763 för manskap vid Hälsinge regemente. Armémuseum.

Med remtygspersedlar avses de läderföremål som hörde till soldatens utrustning. Remtygspersedlarna till uniform m/1765 bestod av patronväska, bandolärrem och ett bälte för upphängning av sidovapnet. I patronväskan förvarades patroner, kruthorn och verktyg till musköten. Patronväska m/1763 var gjord av blankläder. Inuti väskan fanns ett patronkök i form av en träkloss med trettio borrade hål. I varje hål fanns plats för en patron. De patroner som inte fick plats i klossen förvarades löst i väskan. Under patronköket förvarade soldaten sitt kruthorn, smörjhorn samt extra flintor. Patronväskan var fäst i en s.k. bandolärrem av läder som bars av soldaten över vänster axel.

Sidovapnet, huggare för manskap, värjor för officerare och hirschfängare för spelet, bars i ett livgehäng av sämskat oxläder med spänne av mässing. Förutom huggaren skulle manskapets gehäng även ha plats för bajonetten, vilken bars i en separat bajonettbalja. Till förvaring av mat och personlig utrustning var varje infanterist tilldelad en ränsel, som bars över höger axel i en bärrem av sämskskinn. Ränsel m/1757 var tillverkad av ludet kalvskinn och fodrad med grov linneväv. I den kunde soldaten förvara brödbitar, ärtor eller en bit saltat kött. Där kunde han också ha personliga tillhörigheter såsom en extra skjorta, strumpor, skoborste eller spegel och kam. Ränseln stängdes med hjälp av en sämskinnsrem.

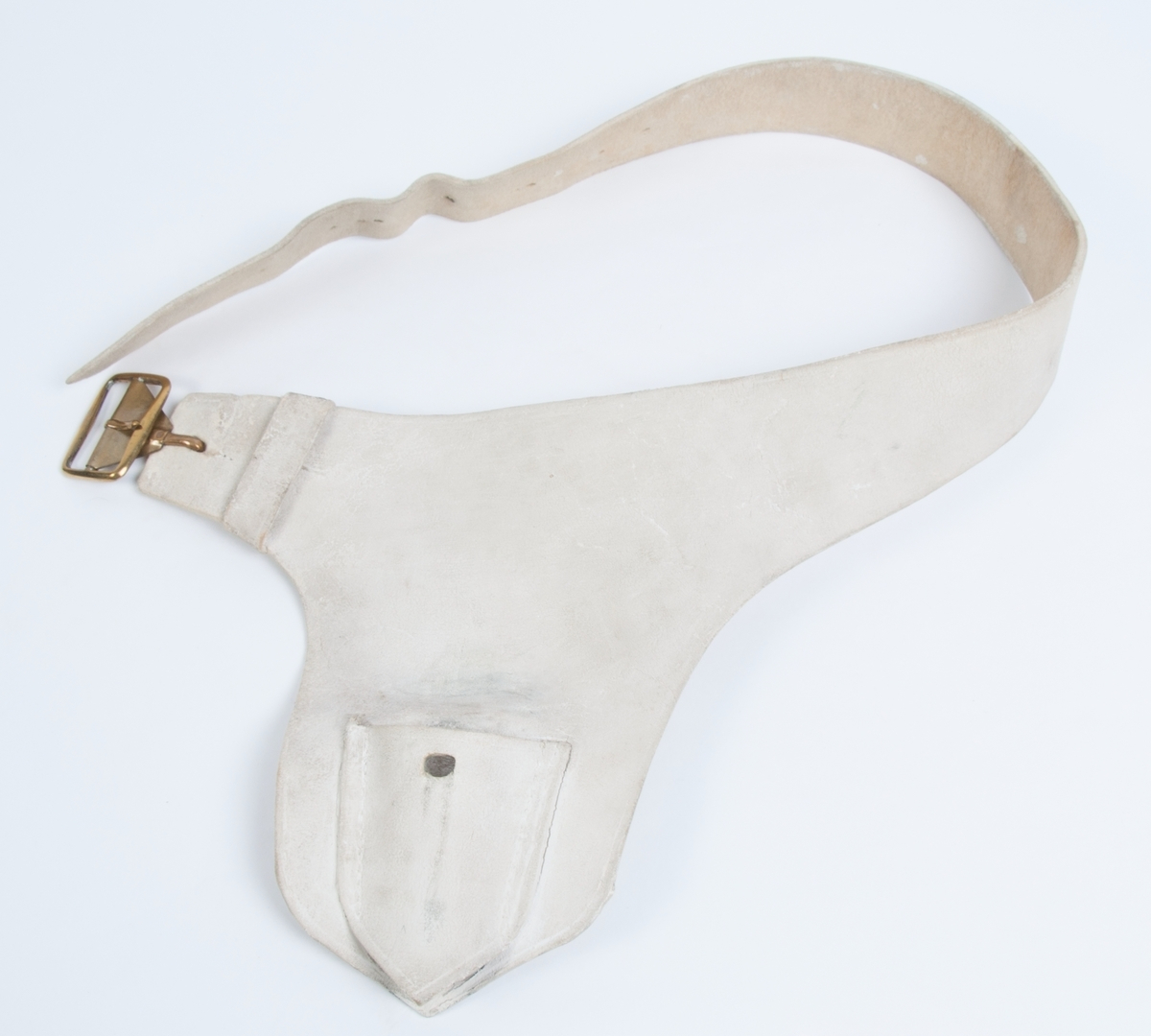
Livgehäng m/1763 till hirschfängare för spel vid indelta infanteriet. Armémuseum.
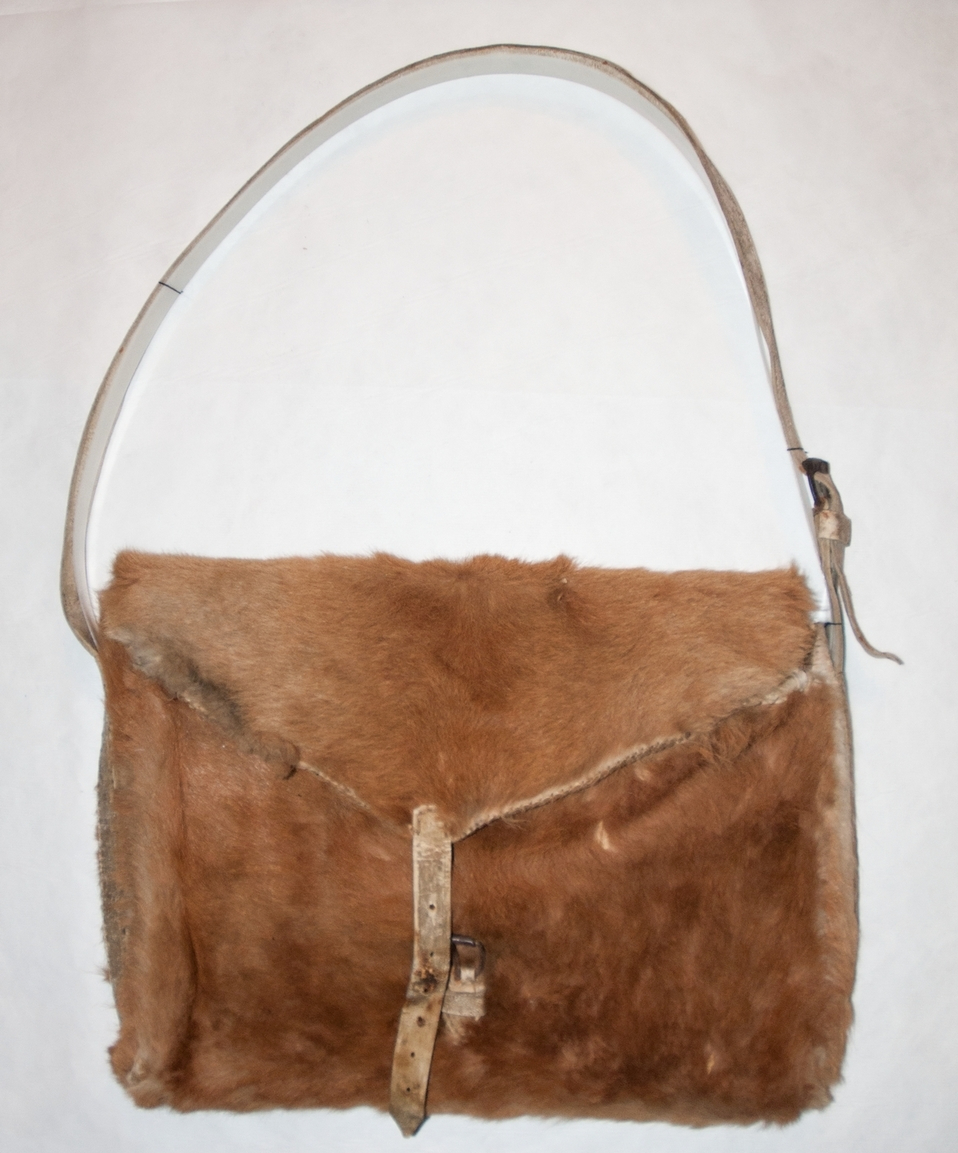
Ränsel m/1757 för manskap vid Södermanlands regemente. Ränseln är tillverkad av ludet kalvskinn med bärrem av vitfärgat läder. Den är fodrad med ett grovt linnetyg och i locket finns en ficka för förvaring av platta föremål. Armémuseum.

### Kappor och överrockar

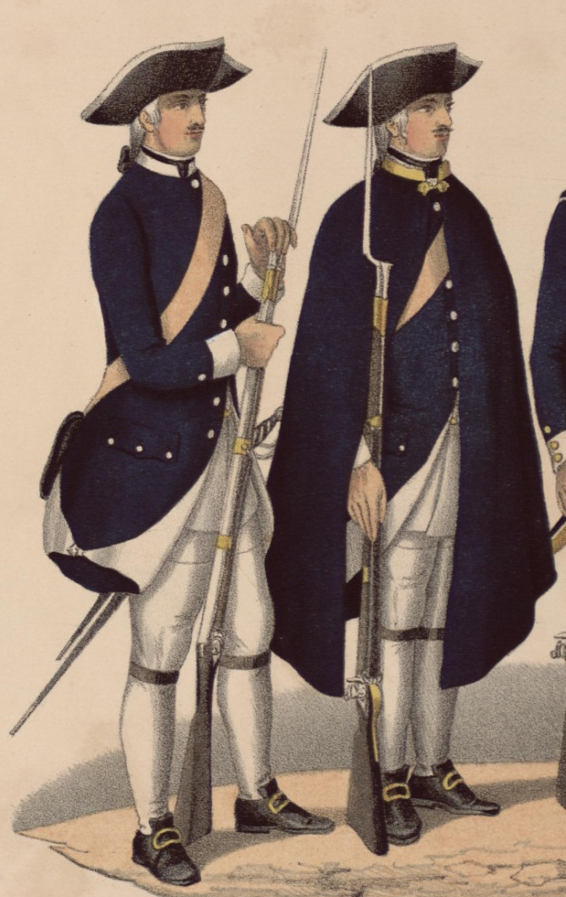
Soldat vid Västerbottens regemente med och utan kappa. Detalj ur illustration av Adolf Ulrik Schützercrantz från planschverket Svenska krigsmaktens forna och närvarande munderingar, publicerad 1849.

Vid dåligt väder bar soldaterna rundskurna kappor av blått kläde som räckte ned till knäna. Kappa m/1756 hade gul krage och var fodrad med boj och linne. Den knäpptes vid halsen med ett par kraftiga kappspännen. Två mindre spännen fanns också för att häkta upp kappan på ryggen. Kappan fanns i tre storlekar, en större, en mindre och en medelstorlek. Den sistnämnda mätte 120 cm från krage till nederkant. De andra storlekarna var 5 cm längre respektive 5 cm kortare. Det var i första hand vaktposter som försågs med kappor. Att samtliga soldater vid ett regemente tilldelades plagget var däremot mer ovanligt.

I stället för kappor bar officerarna och spelet en typ av överrock med långa skört och dubbla slag, som kallas syrtut efter franskans "sour tout", vilket betyder "ovanpå allt". Trumslagarnas syrtuter var tillverkade av blått komisskläde, medan befälets var av finare material. Vid Södermanlands regemente var trumslagarnas syrtuter dekorerade med vita snören.

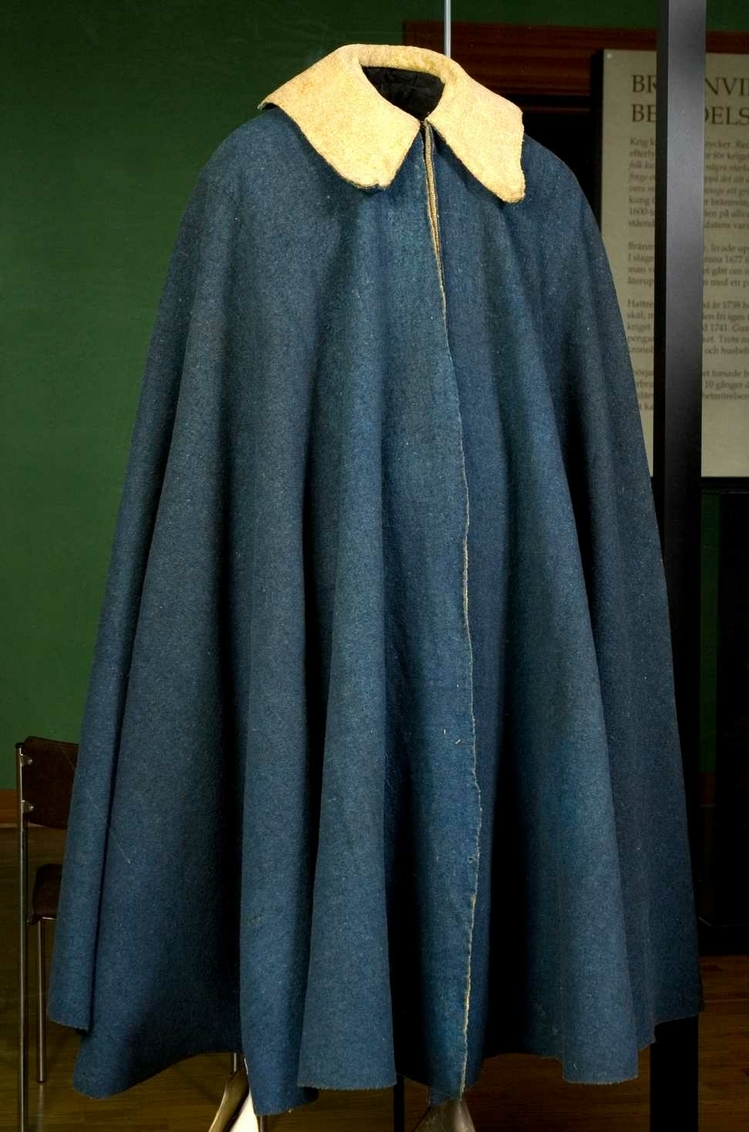
Kappa m/1756 för manskap vid indelta infanteriet. Kappan är tillverkad av blått komisskläde med gul krage och gult foder. Det stora kappspännet i halsen är borta och har ersatts med en hyska och hake av senare tillverkning. Armémuseum.
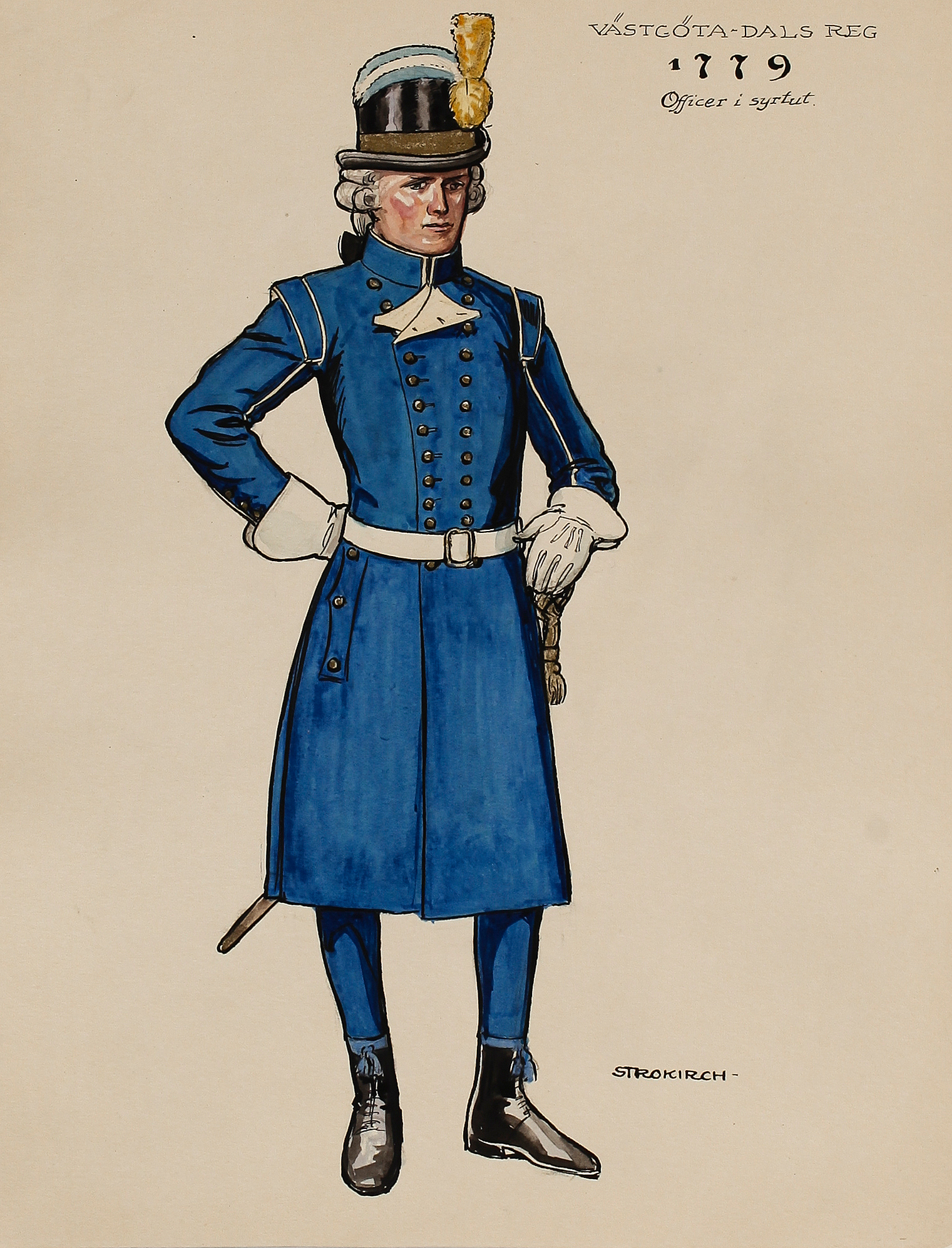
Officer i syrtut från Gustav III:s tid. Den syrtut som bars till 1765 års uniform bör ha haft ett liknande utseende. Einar von Strokrich.

### Gradbeteckningar

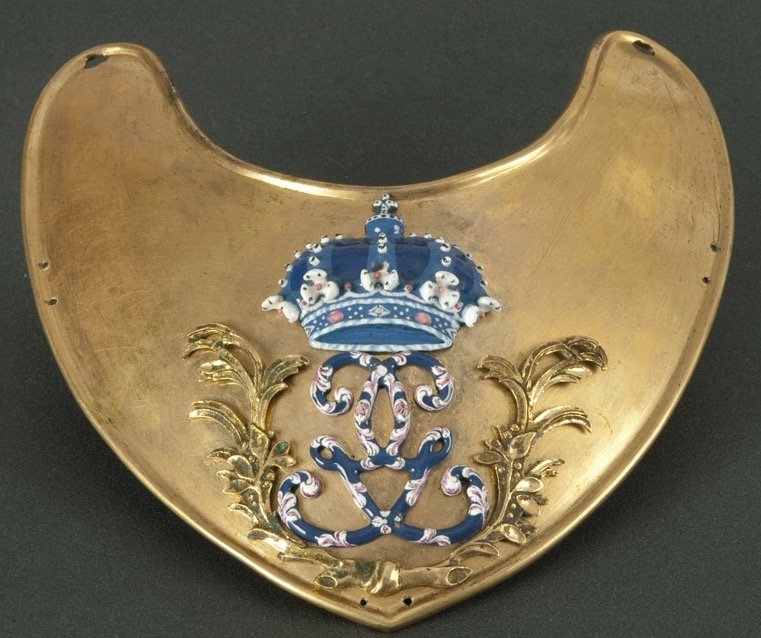
Ringkrage för överste, överstelöjtnant och major med Gustav III:s krönta namnchiffer anbringat i emalj. Chiffret omges av två palmkvistar. Bohusläns museum.

Några gradbeteckningar av modernt snitt fanns inte på m/1765. De olika officersgraderna markerades med hjälp av ringkragar, ett slags halskragar av plåt, som var dekorerade på olika sätt. Ringkragen bar den regerande monarkens krönta namnchiffer och hängdes kring halsen i ett ljusblått sidenband. Utseende för arméns ringkragar stipulerades i en generalorder från 1751.
- Regementsofficerare (överstar, överstelöjtnanter och majorer) skulle bära ringkragar av förgyllt silver med monarkens krönta namnchiffer i emalj inramat av två palmkvistar.
- Kaptenens ringkrage skulle ha i stort sett samma utseende som regementsofficerarnas men sakna palmkvistar.
- Subalternofficerare (fänrikar och löjtnanter) skulle ha kragar av polerat silver med enbart krona och namnchiffer förgyllda.[13]

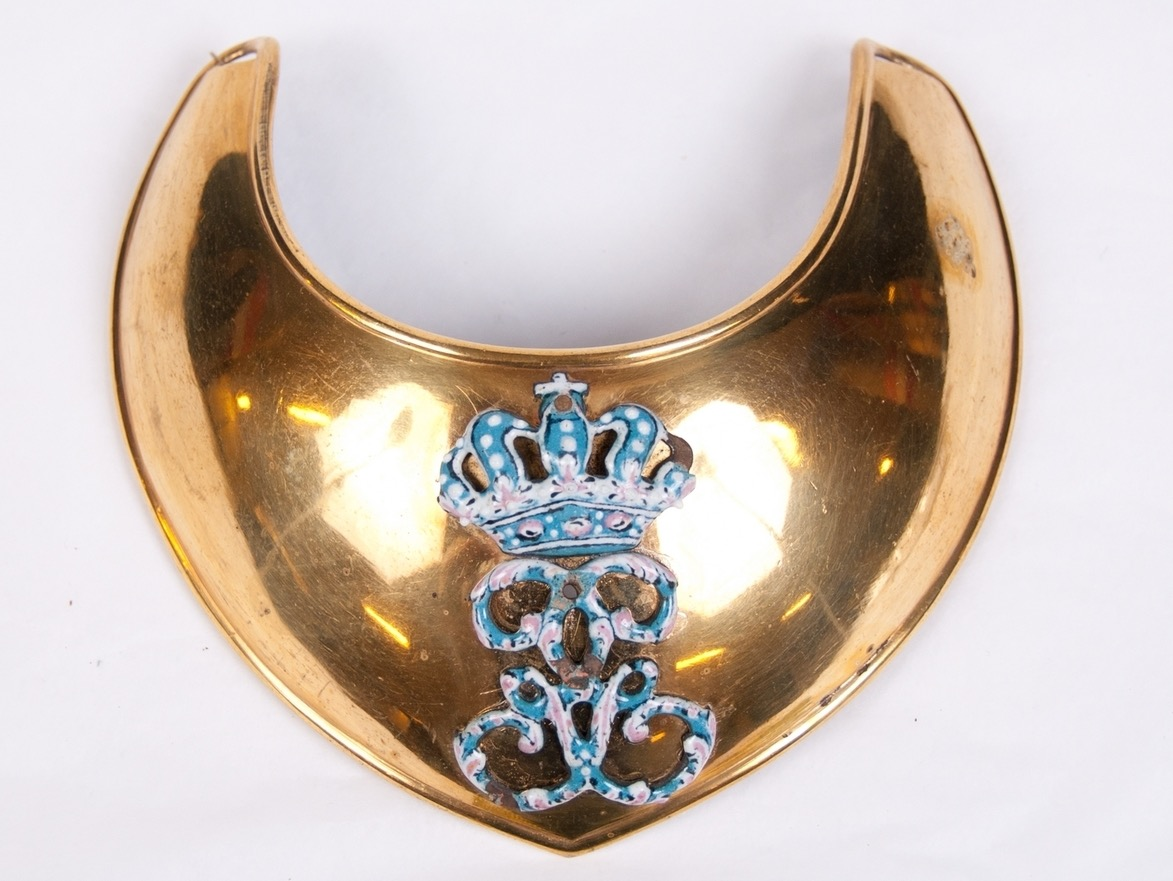
Ringkrage för kaptener med Gustav III:s namnschiffer i emalj. Till skillnad från regementsofficerarnas kragar saknar kaptenens palmkvistar. Armémuseum.
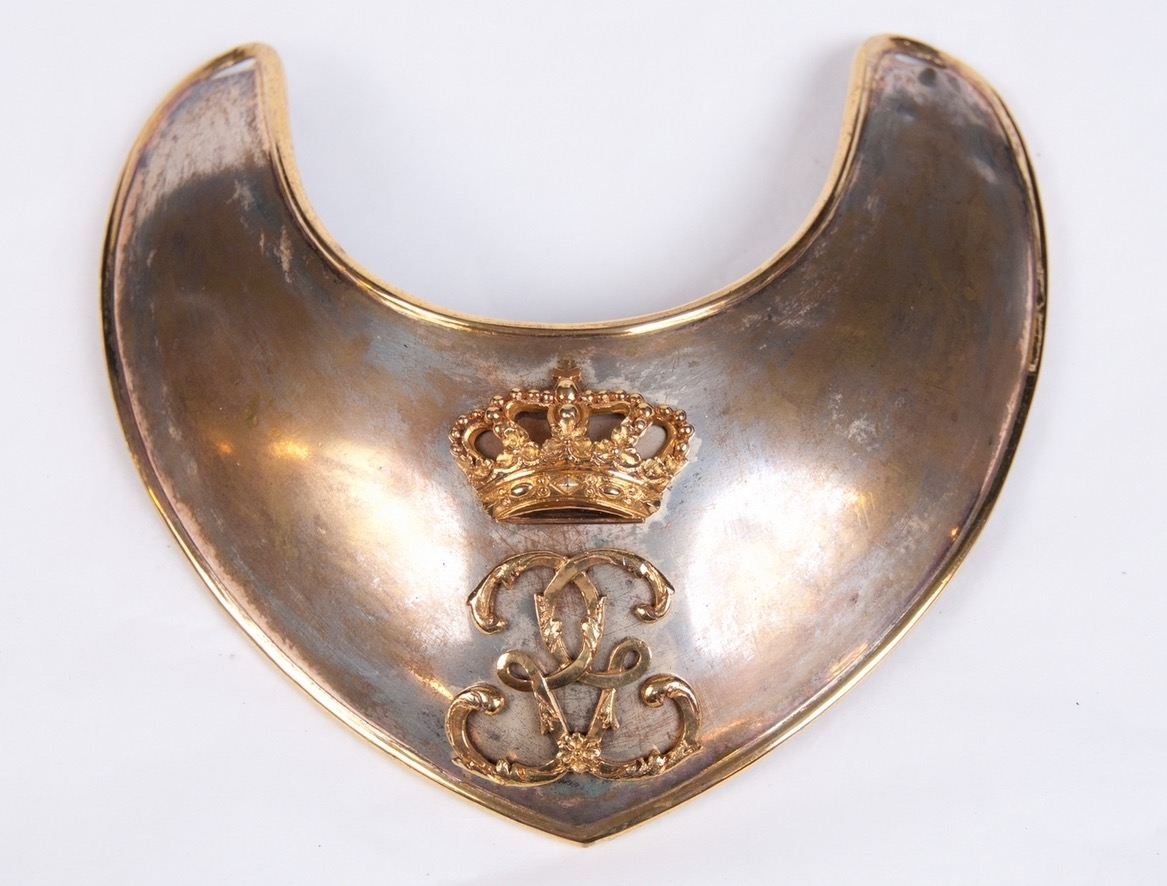
Ringkrage för fänrikar och löjtnanter med Gustav III:s namnchiffer i förgyllt silver. Armémuseum.

## Uniformens färgsättning
Med m/1765 övergavs de enhetliga uniformsfärgerna hos m/1756. Det var nu tänkt att varje infanteriregemente skulle ha sin egen karaktäristiska kombination av färger på rock, uppslag och foder. I verkligheten hände det dock att vissa regementen fick samma färger på uniformen. T.ex. hade både Kalmar och Kronobergs regementen rockar med röda uppslag och gult foder samt gula västar och gula strumpor. Uniformerna vid de båda förbanden var så lika att det bara var placeringen av knapparna på ärmuppslagen skilde dem åt.
Tabellen nedan innehåller uniformsfärgerna för samtliga regementen som bar m/1765:
| Regemente                      | Rock    | Krage                     | Bröstrevärer   | Uppslag                 | Foder          | Väst och byxor |
| ------------------------------ | ------- | ------------------------- | -------------- | ----------------------- | -------------- | -------------- |
| Björnbergs regemente           | Blå     | Gul                       | Gul            | Gul                     | Gul            | Vit            |
| Björneborgs regemente          | Blå     | Halmgul                   | -              | Halmgul                 | Halmgul        | Halmgul        |
| Dalregementet                  | Blå     | Vit                       | -              | Vit                     | Vit            | Vit            |
| Drottningens livregemente      | Ljusblå | Karmosinröd ståndkrage    | Karmosin       | Karmosin                | Karmosin       | Vit            |
| Hessensteins regemente         | Blå     | Gul med vita snören       | Gul            | Gul med vita snören     | Gul            | Vit            |
| Hälsinge regemente             | Blå     | Vit                       | Vit            | Vit                     | Vit            | Vit            |
| Jönköpings regemente           | Ljusblå | Röd                       | -              | Röd                     | Gul            | Gul            |
| Kalmar regemente               | Blå     | Röd                       | -              | Röd                     | Halmgul        | Halmgul        |
| Kronobergs regemente           | Blå     | Röd                       | -              | Röd                     | Gul            | Halmgul        |
| Kronprinsens regemente         | Blå     | Gul med vita snören       | Gul            | Gul med vita snören     | Gul            | Vit            |
| Livgardet till fot             | Blå     | Gul                       | Gul            | Gul                     | Gul            | Gul            |
| Nylands regemente              | Blå     | Gul                       | -              | Gul                     | Vit            | Gul            |
| Närke-Värmlands regemente      | Blå     | Röd                       | -              | Röd                     | Röd            | Vit            |
| Prins Fredrik Adolfs regemente | Blå     | Röd                       | Röd            | Röd med vita snören     | Vit            | Vit            |
| Savolax läns regemente         | Blå     | Gul                       | -              | Gul                     | Vit            | Gul            |
| Skaraborgs regemente           | Blå     | Blå                       | -              | Blå med vita snören     | Gul            | Halmgul        |
| Spens regemente                | Blå     | Röd                       | Röd            | Röd                     | Röd            | Vit            |
| Sprengtportens regemente       | Blå     | Scharlakansröd ståndkrage | Scharlakansröd | Scharlakansröd          | Scharlakansröd | Vit            |
| Södermanlands regemente        | Blå     | Blå ståndkrage            | Gul            | Gul                     | Gul            | Gul            |
| Tavastehus regemente           | Blå     | Gul                       | -              | Gul                     | Gul            | Gul            |
| Upplands regemente             | Blå     | Gul                       | Gul            | Gul                     | Gul            | Gul            |
| Västerbottens regemente        | Blå     | Vit                       | -              | Vit                     | Vit            | Vit            |
| Västgöta-Dals regemente        | Blå     | Blå ståndkrage            | -              | Halmgul                 | Halmgul        | Halmgul        |
| Västmanlands regemente         | Blå     | Gul ståndkrage            | Gul            | Gul                     | Gul            | Gul            |
| Åbo läns regemente             | Blå     | Halmgul med vita snören   | -              | Halmgul med vita snören | Halmgul        | Halmgul        |
| Älvsborgs regemente            | Blå     | Halmgul med vita snören   | -              | Halmgul med vita snören | Halmgul        | Halmgul        |
| Österbottens regemente         | Blå     | Halmgul                   | -              | Halmgul                 | Halmgul        | Halmgul        |
| Östgöta regemente              | Blå     | Gul                       | -              | Gul                     | Gul            | Vit            |

## Förteckning över persedlar
Lista över de persedlar som användes inom uniformssystemet.
- Rock m/1765
- Hatt m/1763
- Grenadjärmössa (mitra eller björnskinnsmössa)
- Väst m/1765
- Skjorta
- Knäbyxor m/1765
- Ullstrumpor
- Stibletter
- Halsduk
- Slängkappa
- Skor m/1763
- Patronväska m/1763
- Ränsel m/1757
- Bandolärrem
- Livbehäng
- Kraghandskar
- Ringkrage (endast för officerare)